# Luftwaffe (Bundeswehr)
Als Luftwaffe werden die deutschen Luftstreitkräfte bezeichnet. Sie ist neben Heer, Marine  und Cyber- und Informationsraum (CIR) eine Teilstreitkraft der Bundeswehr.

## Geschichte

### Gründungsjahre

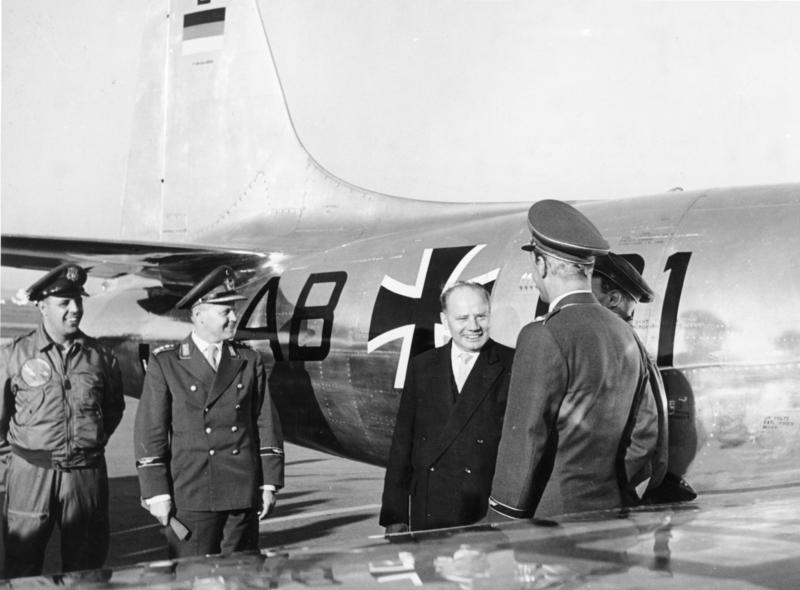
Verteidigungsminister Blank zu Besuch bei der Luftwaffe

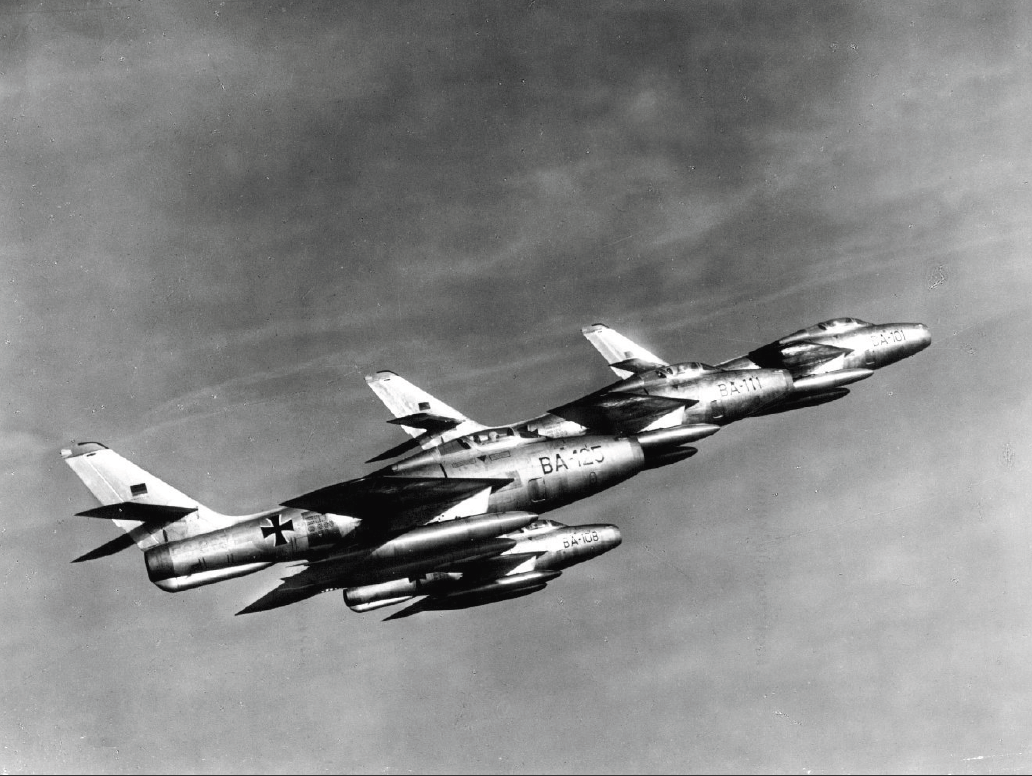
F-84F Thunderstreak der Luftwaffe um 1960

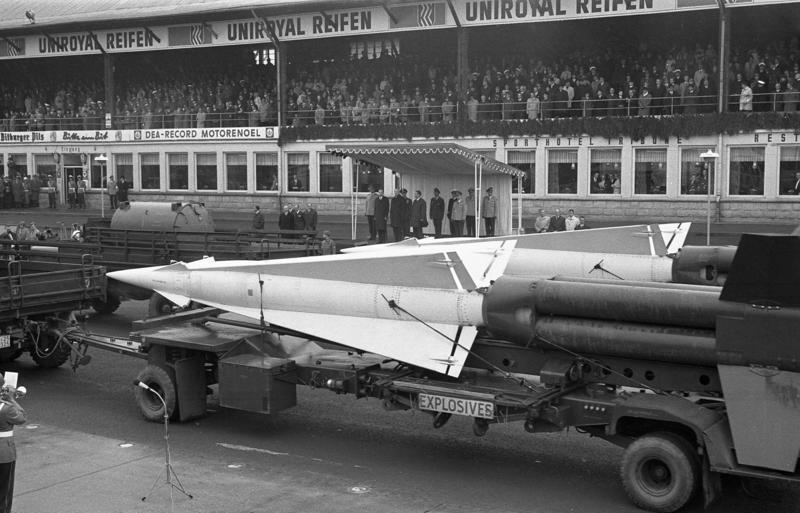
Nike Hercules bei der Parade zum NATO-Jubiläum

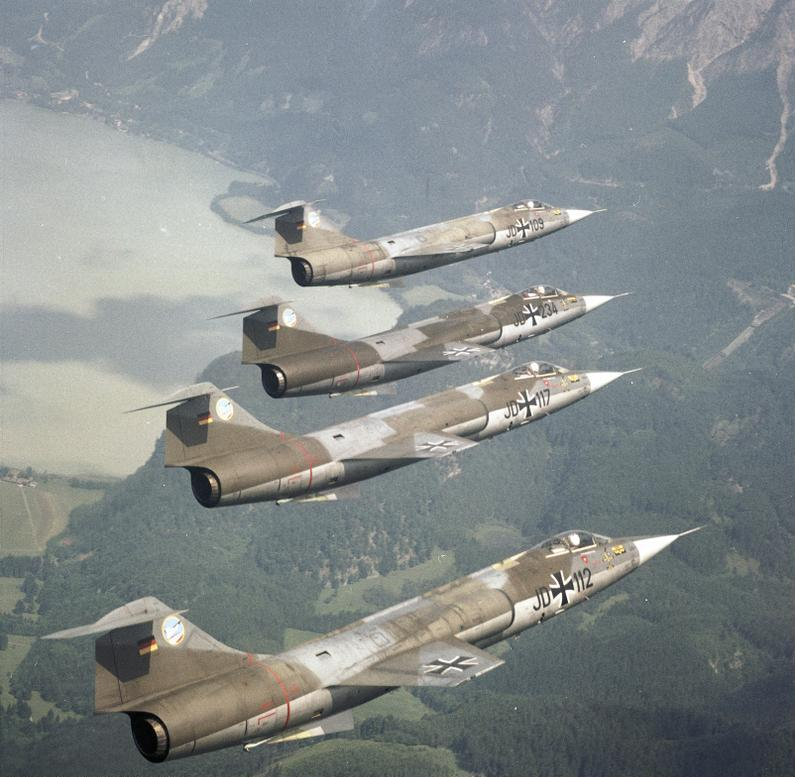
F-104 des JG 74 im Formationsflug

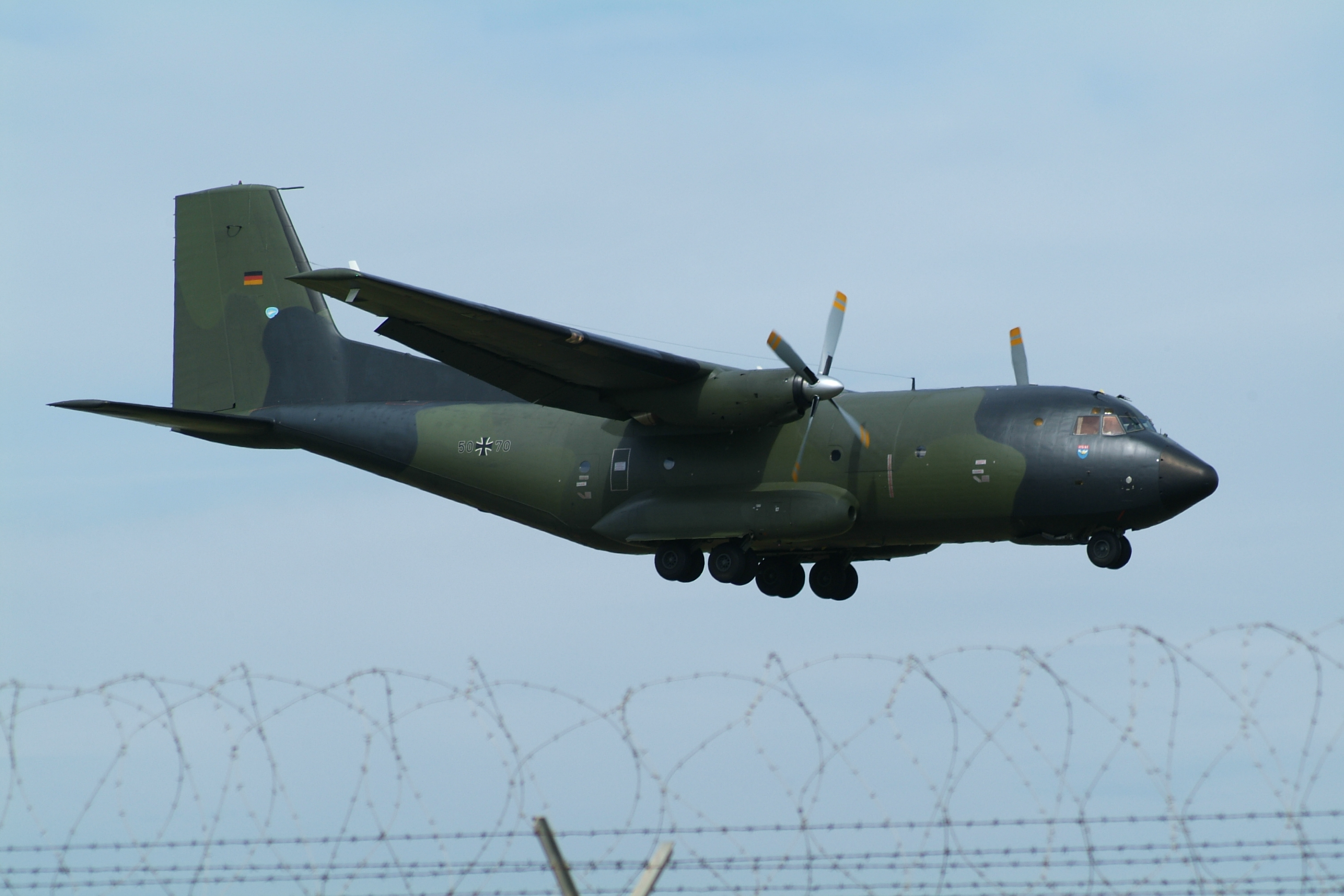
C-160D Transall

Die ersten Freiwilligen der in den Anfangsjahren der Bundeswehr teilweise noch umgangssprachlich Bundesluftwaffe genannten Luftwaffe traten im Januar 1956 in Nörvenich in der Luftwaffenlehrkompanie ihren Dienst an. Im gleichen Jahr wurden zahlreiche Dienststellen aufgestellt und die Luftwaffe erhielt ihre ersten Luftfahrzeuge. Eine besondere Herausforderung bestand darin, die fehlende Expertise im Aufbau einer modernen Luftwaffe zu kompensieren. Im verstrichenen Zehn-Jahres-Zeitraum seit dem Ende des Zweiten Weltkriegs hatten sich die Grundlagen der Führung und logistischen Versorgung von Luftstreitkräften, vor allem durch die umfassende Nutzung von Strahlflugzeugen und Flugabwehrraketensystemen, sowie durch die Fokussierung auf den Einsatz nuklearer Bewaffnung erheblich verändert.
Die Führung der Einsatzkräfte der Luftwaffe erfolgte zunächst durch die zwei Luftwaffengruppen Nord und Süd, die in Angleichung an die NATO-Struktur mit der britisch geprägten 2. und US-amerikanisch geprägten 4. Allied Tactical Air Force (ATAF), deren Verantwortungsbereich jeweils nördlich beziehungsweise südlich einer gedachten Linie Aachen–Kassel lagen, aufgestellt wurden. Das Allgemeine Luftwaffenamt, später in Luftwaffenamt umbenannt, war für zentrale Aufgaben zuständig.
1957 begann der Aufwuchs der Dienstbereiche der Luftwaffe. So wurden in Rendsburg Teile der Heeresflugabwehrtruppe übernommen, woraus die Flugabwehr(raketen)truppe der Luftwaffe entstand, das Lufttransportgeschwaders 61 wurde in Erding als erster fliegender Verband und das Jagdbombergeschwader 31 in Nörvenich als erster Kampfverband aufgestellt. 1958 wurden die ersten Wehrpflichtigen in die Luftwaffe einberufen, ein Jahr später nahm die Teilstreitkraft mit dem ersten Flugkörperverband (Flugkörpergruppe 11 in Kaufbeuren) mit dem taktischen, atomar bestückbaren Flugkörper Matador 1958 und dem ersten Jagdverband, dem Jagdgeschwader 71 in Ahlhorn mit Canadair F-86 Sabre, weiter Gestalt an. Die Luftstreitkräfte der Bundesrepublik bestanden aus der Luftwaffe und Teilen der Marine; ab 1956 begann auch die Aufstellung der westdeutschen Marineflieger.
Am 22. Oktober 1959 stürzten zwei F-84F-Kampfflugzeuge der Luftwaffe bei einem Übungsflug in der Tschechoslowakei ab, siehe hierzu: Jagdbombergeschwader 34.
1960 begann die Ausbildung der ersten Flugzeugführer auf der Lockheed F-104; im selben Jahr wurden die ersten „Starfighter“ in den Truppendienst übernommen. Die Ära dieses Waffensystems in der Luftwaffe endete erst 1991 mit dem „Last Flight“ einer F-104 auf dem Flugplatz Manching. Umstände der Beschaffung, Mängel bei der Einführung und eine Absturzserie führten Mitte der 1960er-Jahre in der Bundesrepublik zur Starfighter-Affäre. Als Lockheed-Skandal beschäftigte das problematische Flugzeug auch in anderen Ländern Politik und Öffentlichkeit.

### Die erste große Umgliederung
Im Jahr 1963 wurde die Luftwaffe erstmals umfassend umgegliedert. Den beiden Luftwaffengruppenkommandos Nord und Süd wurden je zwei querschnittlich aufgestellte Divisionen und eine Unterstützungsdivision zugeordnet. Aus Sorge, dass bei einem Angriff des Warschauer Paktes die Verbände im Norden – insbesondere in Schleswig-Holstein – abgeschnitten würden, wurde die 7. Luftwaffendivision aufgestellt, die durch die Bandbreite ihrer unterstellten Verbände praktisch eine kleine Luftwaffe innerhalb der Luftwaffe darstellte.
Nachdem bereits seit 1956 zahlreiches Personal in den USA ausgebildet wurde, intensivierte die Luftwaffe ab 1966 dort ihr Engagement. Das Deutsche Luftwaffenausbildungskommando USA/Kanada im Fort Bliss in El Paso, Texas, später Deutsches Luftwaffenkommando USA/Kanada wurde aufgestellt, die Raketenschule der Luftwaffe als Ausbildungseinrichtung für das Personal der Flugabwehrraketen- und der Flugkörpertruppe an den gleichen Standort verlegt und auch die fliegerische Grundschulung wurde ab 1966 in den USA durchgeführt. Um 1960 begann auch die Planung zur Aufstellung eines Luftwaffenausbildungskommandos in Beja im südlichen Portugal, das jedoch nie die Bedeutung der Einrichtungen in den USA hatte. Es wurde zu Beginn der 1990er-Jahre aufgelöst.
Noch deutlich höher als beim Starfighter waren die innerhalb weniger Jahre eingetretenen Verluste an Material und Menschen beim Einsatz der ersten Jet-Generation der Luftwaffe; unter diesen Mustern waren Anfang 1966 fast 300 Totalschäden zu verzeichnen.

### Aufstellung für die nächsten 20 Jahre – eine neue Luftwaffenstruktur
Das Jahr 1967 bedeutete den Beginn einer erneuten Umgliederungsphase der Luftwaffe, die bis 1970 andauerte. Mit der Einnahme der neuen Luftwaffenstruktur sollte die Führung der Einsatzverbände mit dem neu geschaffenen Luftflottenkommando ab 1970 aus einer Hand erfolgen. Die beiden Luftwaffengruppen Nord und Süd wurden aufgelöst und vier Luftwaffendivisionen in reine Luftangriffs- und Luftverteidigungsdivisionen umgegliedert. Dem Luftwaffenamt wurden das Lufttransportkommando mit den Lufttransportgeschwadern, das Luftwaffenführungsdienstkommando mit den Fernmelderegimentern des Fernmeldeverbindungsdiensts, des Radarführungsdiensts und der Fernmeldeelektronischen Aufklärung, und das Luftwaffenausbildungskommando mit den allgemeinen Schulen und den Ausbildungsregimentern unterstellt. Ebenfalls neu aufgestellt wurde das Luftwaffenunterstützungskommando, das mit den beiden aus den Unterstützungsdivisionen hervorgegangenen Luftwaffenunterstützungsgruppenkommandos Nord und Süd sowie dem Materialamt der Luftwaffe für die gesamte Logistik, einschließlich Instandhaltung und -setzung, sowie deren Ausbildung verantwortlich wurde.
Ab Ende der 1960er- bis in die 1980er-Jahre wurden diverse Waffensysteme in der Luftwaffe eingeführt, die zum Teil bis heute im Bestand sind. 1968 wurde die erste C-160 Transall ausgeliefert und 1974 erfolgte die Umrüstung auf die McDonnell Douglas F-4F Phantom II, zunächst beim Jagdgeschwader 71. Ebenfalls 1974 erfolgte der Erstflug des Tornados, der ab 1981 in die Truppe eingeführt wurde. Beide Luftfahrzeuge ersetzten die F-104. 1978 wurde der Alpha Jet eingeführt und 1985 begannen die Planungen für das Projekt „Jäger 90“, das Jahrzehnte später im Eurofighter mündete. Auch die Flugabwehrraketentruppe erhielt neue Waffensysteme. So wurden die Nike Hercules außer Dienst gestellt und 1986 die ersten PATRIOT- und 1987 die ersten Roland-Systeme eingeführt. Gegen Ende des Kalten Krieges dienten in der Luftwaffe mehr als 100.000 Soldaten.

### Zusammenführung der beiden deutschen Luftstreitkräfte

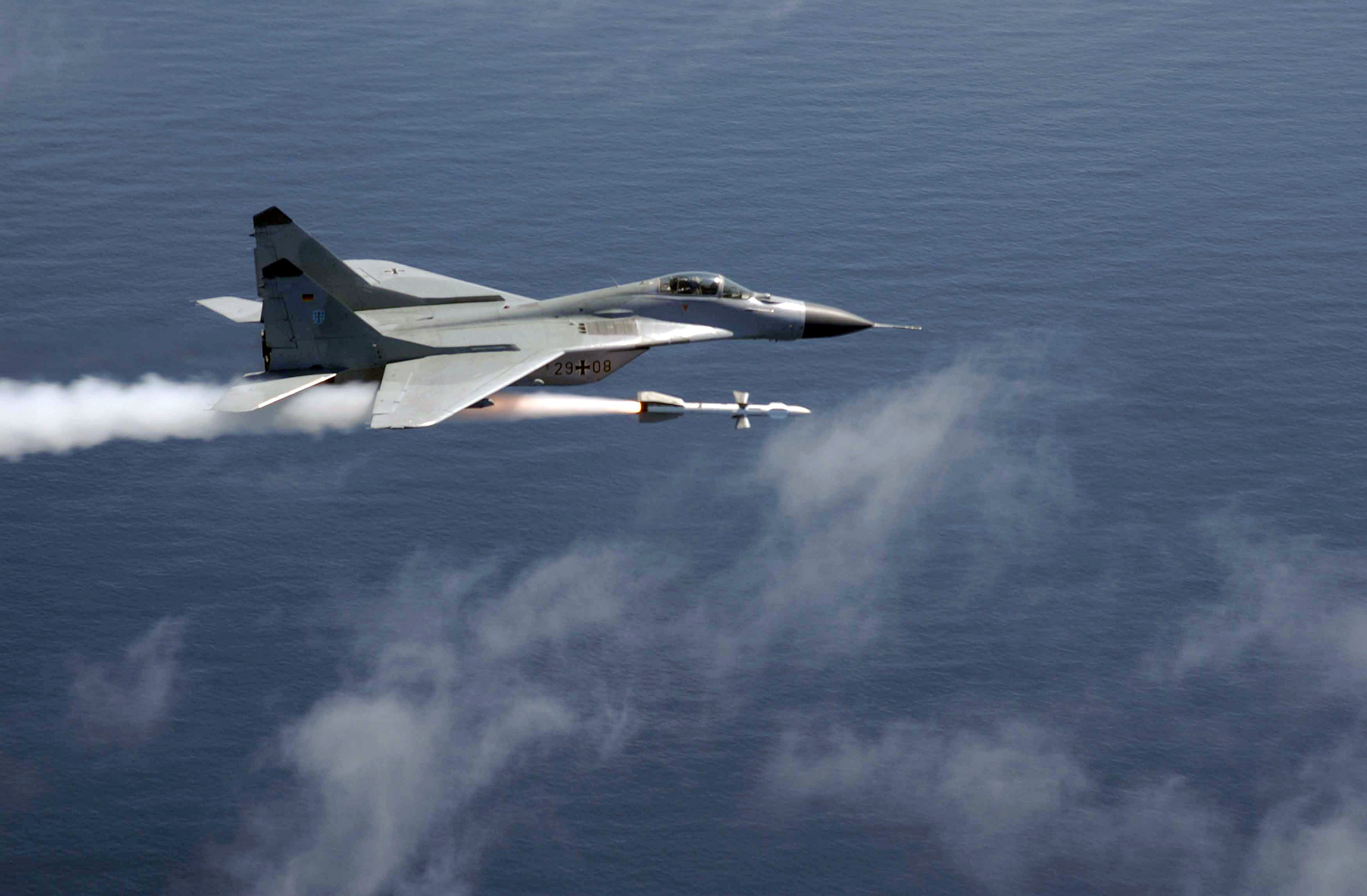
Deutsche MiG-29 beim Abfeuern einer Wympel R-27 Rakete

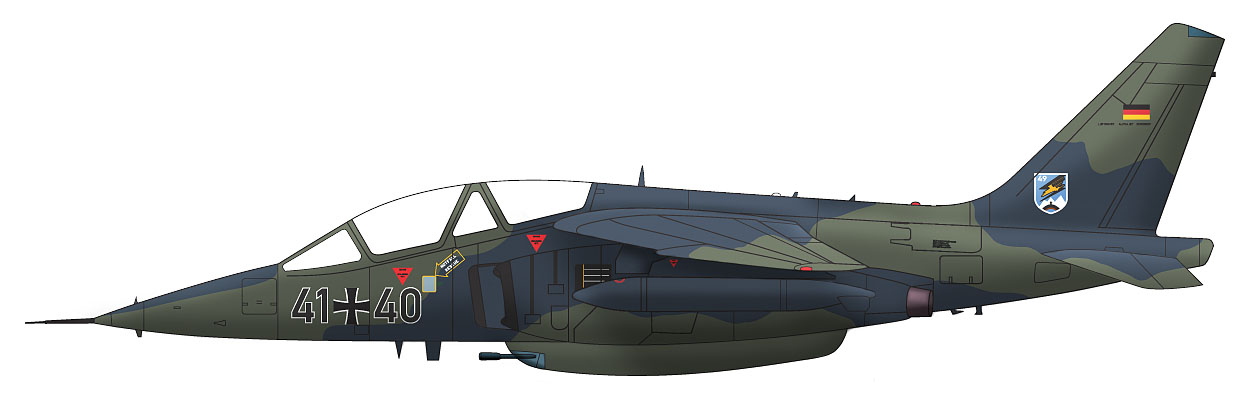
Alpha Jet des JaboG 49

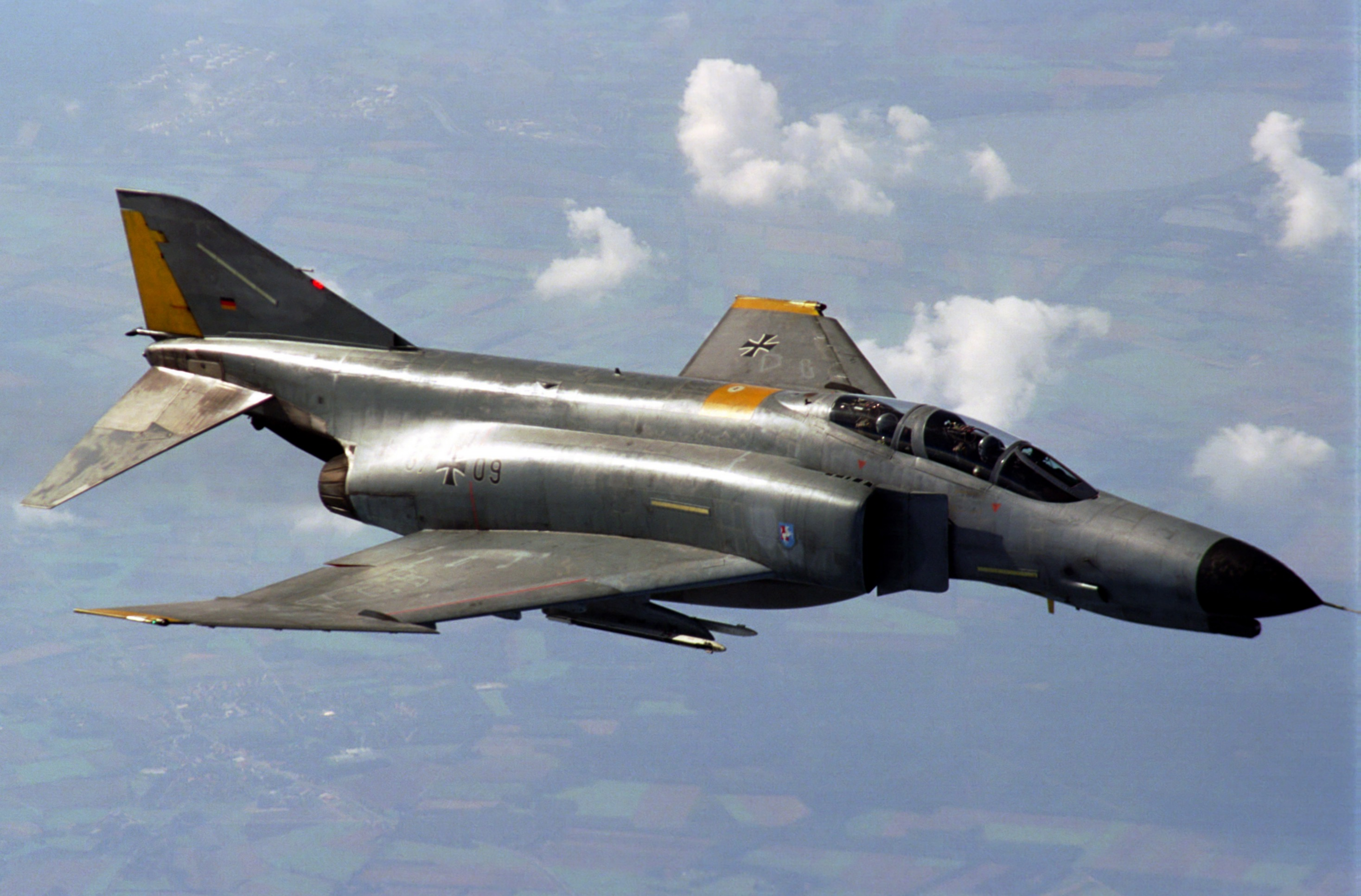
F-4F Phantom

Mit der Wiedervereinigung 1990 stand die Luftwaffe – wie auch die beiden anderen Teilstreitkräfte – vor massiven Herausforderungen. Die Integration der Soldaten der Nationalen Volksarmee (NVA) der DDR musste – vor dem Hintergrund der geänderten Bedrohungs- und Finanzlage – bei einer gleichzeitigen Reduzierung von Personalstärke und Waffensystemen unter hohem Zeitdruck ablaufen.
Die in die Bundeswehr übernommenen ehemaligen Angehörigen der DDR-Luftstreitkräfte wurden mit verschiedenen Lehrgängen auf den Dienst in der Luftwaffe vorbereitet. Um die Auflösung der ehemaligen Luftstreitkräfte/Luftverteidigung und die Übernahme der Infrastruktur und Waffensysteme sowie die Integration der östlichen Bundesländer in die Luftverteidigung Deutschlands und der NATO zu unterstützen, stellte die Luftwaffe in Strausberg (Eggersdorf) die 5. Luftwaffendivision auf. Diese wurde 1994 nach Berlin-Gatow verlegt und in 3. Luftwaffendivision umbenannt. 1995 wurden die Luftwaffenverbände in den neuen Bundesländern der NATO unterstellt.
Die Einnahme der sogenannten Luftwaffenstruktur 4 bedeutete aber auch für die Verbände und Dienststellen in den westlichen Bundesländern erhebliche Veränderungen. Maßnahmen zur Umgliederung umfassten die Überführung des Luftflottenkommandos in das Luftwaffenführungskommando bei gleichzeitiger Unterstellung des Luftwaffenführungsdienstkommandos, des Lufttransportkommandos und der erneut aufgestellten zwei Luftwaffenkommandos Nord und Süd mit wiederum zu querschnittlichen Großverbänden umgegliederten Luftwaffendivisionen.
Mit der Ausphasung des Waffensystems Pershing entfiel ein Dienstteilbereich der Luftwaffe, mit der Abrüstung des Alpha Jets (bis 1997) wurden drei Jagdbombergeschwader aufgelöst.

### Unvollendet: die Luftwaffenstrukturen 5 und 6
Beginnend im Jahr 2001 wurde die Luftwaffe im Rahmen der Einnahme der Luftwaffenstruktur 5 erneut massiv umgestellt. Geprägt war diese Phase durch Regionalisierung und Zentralisierung. Mit der Auflösung der Luftwaffenkommandos Nord und Süd erhielten die Luftwaffendivisionen wieder mehr Verantwortung. Ihnen wurden die Kampfverbände so zugeordnet, dass ein größtmöglicher regionaler Zusammenhang bestand. Im Bereich der Einsatzunterstützung wurden viele Aufgaben zentralisiert und von der Luftwaffe an die damals neu aufgestellten Organisationsbereiche Streitkräftebasis und Zentraler Sanitätsdienst übergeben.
2004 begann eine neue Ära für die Luftwaffe, als das Jagdgeschwader 73 den Ausbildungsflugbetrieb mit dem Eurofighter aufnahm, der zunächst die MiG-29 und die Phantom F-4F sowie später Teile der Tornado-Flotte ersetzen sollte.
Noch vor dem Abschluss aller Maßnahmen der Luftwaffenstruktur 5 ging die Luftwaffe 2005 zur Einnahme der Luftwaffenstruktur 6 über. Unter anderem gab die Bundeswehr hierbei mit der Auflösung des Lufttransportkommandos im Jahr 2010 Kompetenzen an das multinationale European Air Transport Command ab. Auch diese Luftwaffenstruktur wurde letztlich vor ihrer vollständigen Umsetzung durch neue Reformbemühungen überholt.
Seit 2007 beteiligt sich die Luftwaffe am ISAF-Einsatz in Afghanistan auch durch Aufklärung aus der Luft. Bis 2010 wurden hierfür Tornados, seit 2010 ausschließlich unbemannte Luftfahrzeuge genutzt.

### Neuausrichtung der Bundeswehr

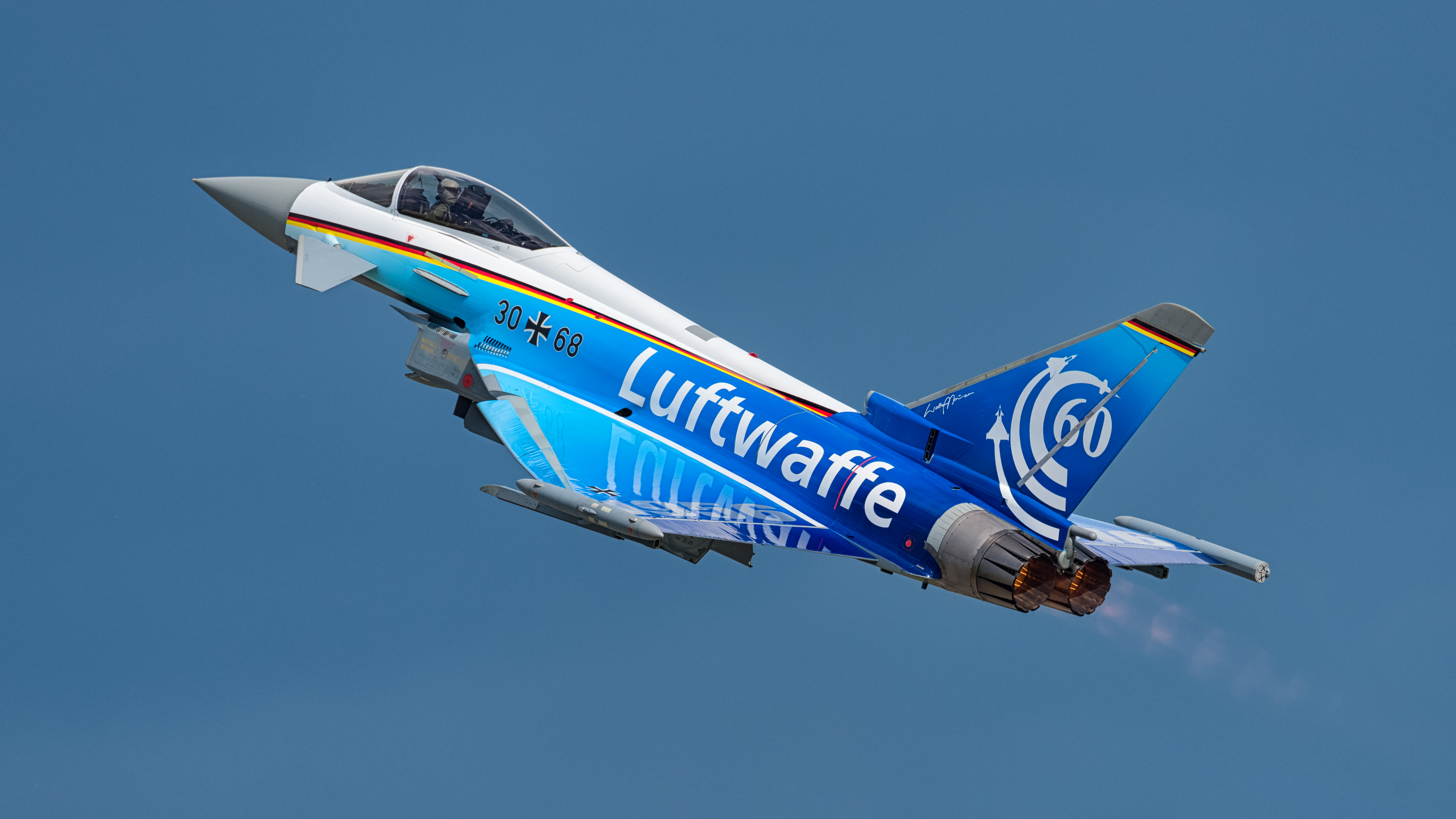
Eurofighter 30+68 mit Sonderfolierung „60 Jahre Luftwaffe“ (2016)

Die Neuausrichtung der Bundeswehr, die im Jahr 2010 eingeleitet wurde, führte zu grundlegenden Veränderungen in der Luftwaffe. Deutlich wird dies insbesondere in der völligen Umstrukturierung der Führungsorganisation mit Wegfall des Führungsstabs der Luftwaffe im Bundesministerium der Verteidigung. Zum 1. Oktober 2012 wurde das Kommando Luftwaffe in der General-Steinhoff-Kaserne in Berlin-Gatow in Dienst genommen. Am 26. Juni 2013 wurden das Luftwaffenführungskommando und das Luftwaffenamt sowie die nachgeordneten Kommandobehörden auf Divisionsebene, wie bislang die Luftwaffendivisionen, das Waffensystemkommando der Luftwaffe und das Luftwaffenausbildungskommando, aufgelöst. Zum gleichen Zeitpunkt wurden das Zentrum Luftoperationen der Luftwaffe, das Kommando Einsatzverbände Luftwaffe und das Kommando Unterstützungsverbände Luftwaffe neu aufgestellt.
Auch bei den technischen bzw. logistischen Verbänden und Dienststellen kam es ebenso wie bei den Einsatzverbänden zu erheblichen Veränderungen. Dies resultierte in erster Linie aus der verringerten Personalobergrenze der Luftwaffe und der Festlegung niedrigerer Umfänge der Hauptwaffensysteme. Teilstreitkraftübergreifende Aspekte der Umstrukturierung waren die Übernahme der Hubschrauber vom Typ CH-53 vom Heer bei gleichzeitiger Abgabe der NH90 und die Zusammenführung der Flugabwehr- und Flugabwehrraketenkräfte nach Auflösung der Heeresflugabwehrtruppe.
Am 1. April 2014 wurde das Luftfahrtamt der Bundeswehr in Köln-Wahn neu aufgestellt, das Ende 2014 arbeitsfähig war. Es ist als eigenständiges Amt dem Bundesministerium der Verteidigung direkt unterstellt. Da die Luftwaffe einen großen Teil der ca. 500 Mitarbeiter stellte, Personal zum Betrieb des sogenannten Light Utility Helicopters beim Hubschraubergeschwader 64 ab 2015 erforderlich war und da weiterer organisatorischer Anpassungsbedarf in der Teilstreitkraft erkannt wurde, kam es zu einer ersten größeren Korrektur der eingeleiteten Maßnahmen der Neuausrichtung. Diese wurde unter anderem in der erneuten Umstrukturierung der Führungsorganisation der Luftwaffe sichtbar: Mitte 2015 wurden die beiden Kommandos Einsatz- und Unterstützungsverbände der Luftwaffe aufgelöst und durch das neue gemeinsame Luftwaffentruppenkommando ersetzt. Damit soll auch das Erreichen der festgelegten Dienstpostenumfänge bis Ende 2016 sichergestellt werden.
Am 4. April 2018 wurde die deutsche Flugabwehrraketengruppe 61 in Todendorf (Panker) dem niederländischen Defensie Grondgebonden Luchtverdedigingscommando (DGLC) (deutsch Kommando Bodengebundene Luftverteidigung) unterstellt.

## Auftrag und Aufgaben
Die Luftwaffe bringt die besonderen Fähigkeiten von Luftstreitkräften zur Erfüllung des Auftrags der Bundeswehr ein.
In diesem Rahmen ist sie für die Überwachung und den Schutz des Luftraums über Deutschland zuständig. Dazu werden bereits im Frieden durch die Jagd- und Einsatzführungsverbände lufthoheitliche Aufgaben wahrgenommen. Sie hält Kräfte bereit, die in Konflikten und Kriegen zur Kampf- und Einsatzunterstützung militärischer Operationen von Heer und Marine und zur Bekämpfung strategisch bedeutender Ziele aus der Luft eingesetzt werden können. Insbesondere die Lufttransportverbände tragen zu humanitären Hilfeleistungen und Friedensmissionen der Vereinten Nationen und zu nationalen Evakuierungseinsätzen bei.

## Dienstbereiche

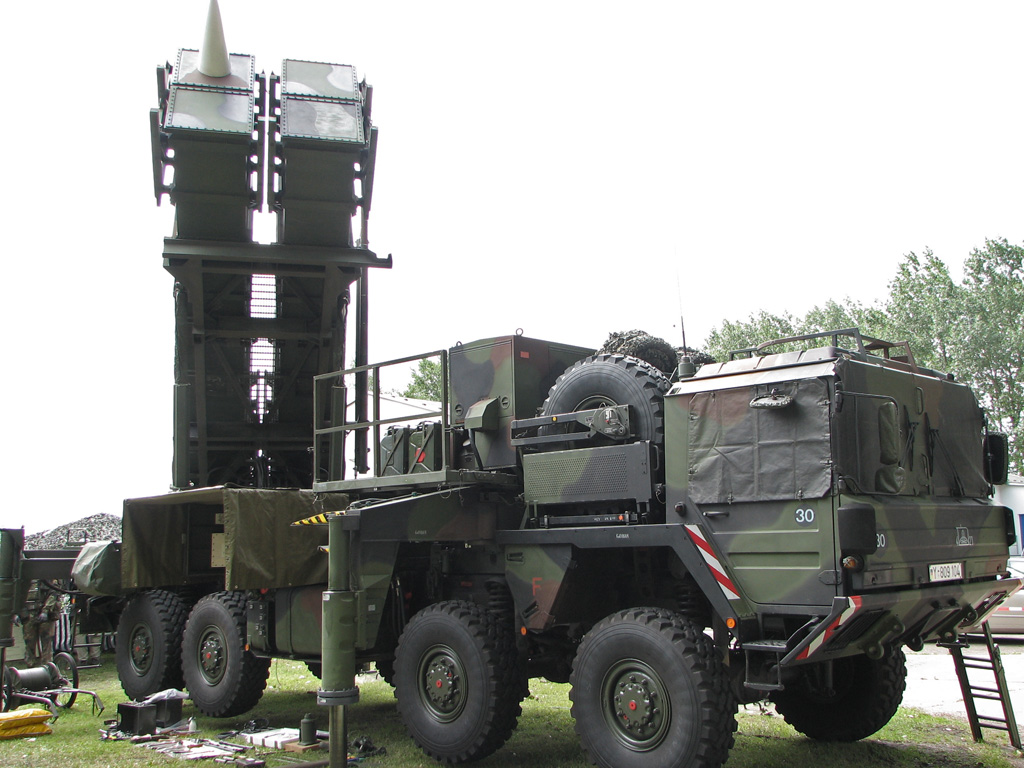
Flugabwehrraketensystem PATRIOT

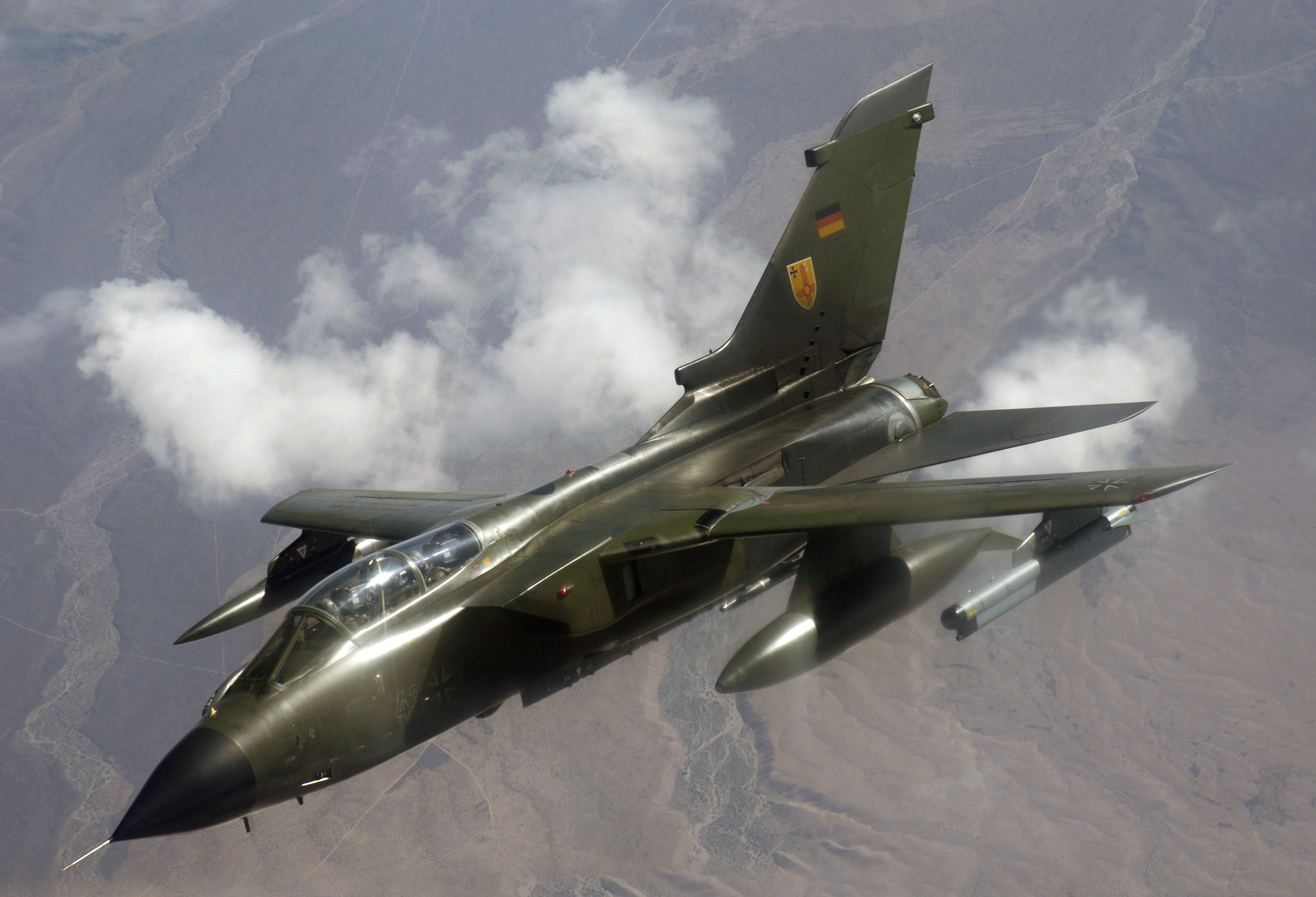
Tornado IDS

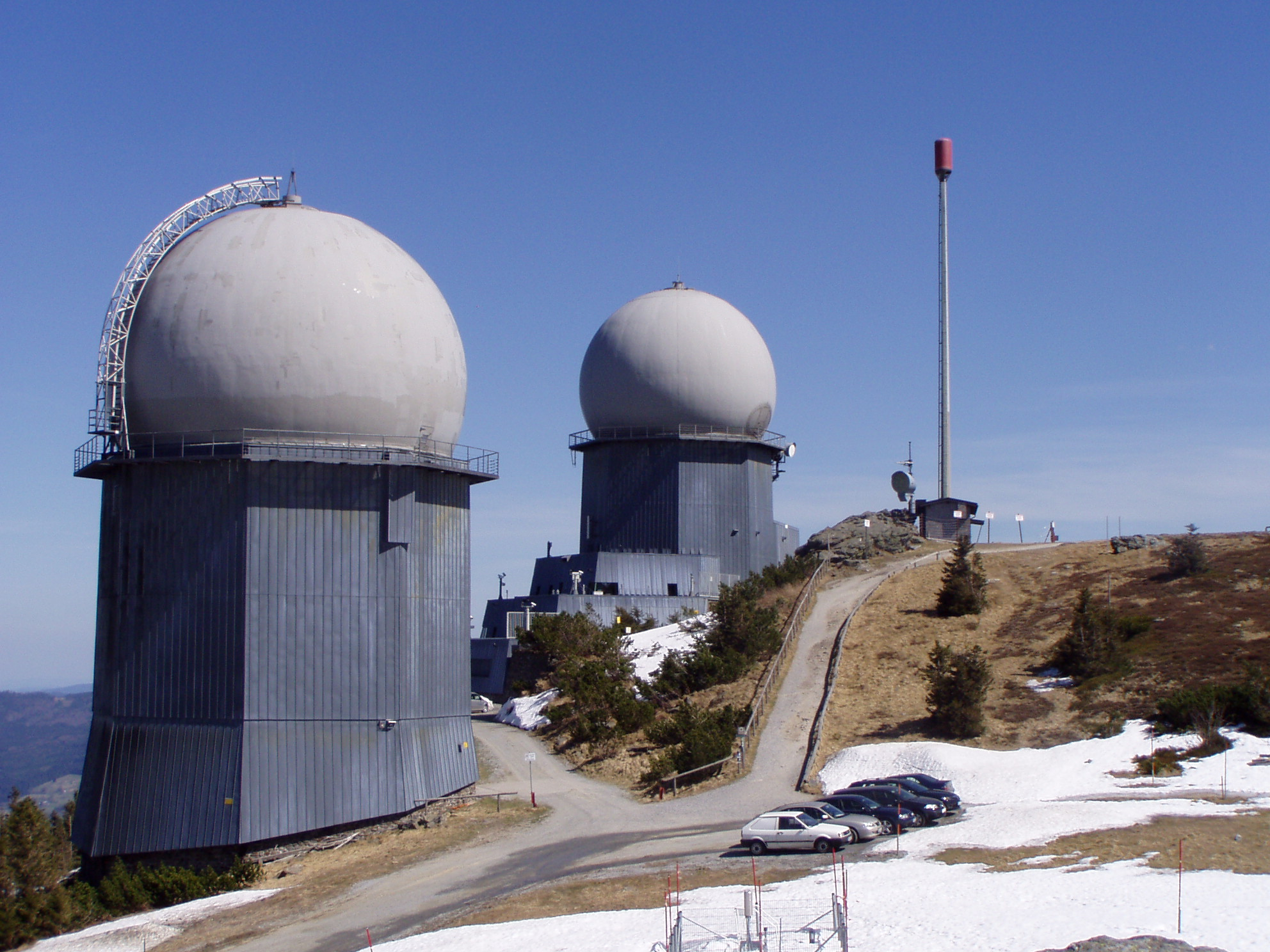
RRP-117-Radar auf dem Großen Arber

Die Luftwaffe lässt sich analog zu den Truppengattungen beim Heer in die folgenden Dienstbereiche untergliedern:
- Fliegerischer Dienst: die fliegenden Verbände im Bereich Luftwaffentruppenkommando sind in die Kampf- und die Lufttransportverbände unterteilt.
  - Ein Lufttransportgeschwader und ein Hubschraubergeschwader stellen mit dem Airbus A400M, der CH-53 die Versorgung von Verbänden aus der Luft in praktisch allen Einsatzgebieten sicher, in denen sich Kräfte der Bundeswehr befinden.
  - Die Flugbereitschaft des Bundesministeriums der Verteidigung leistet neben dem parlamentarischen Flugbetrieb einen wichtigen Beitrag für alle Einsätze deutscher und verbündeter Streitkräfte durch den schnellen Rücktransport von verwundetem Personal (Strategic Air Medical Evacuation) in Zusammenarbeit mit dem Sanitätsdienst.
  - Das Taktische Luftwaffengeschwader 71 „Richthofen“ und das Taktische Luftwaffengeschwader 74 stellen mit dem Waffensystem Eurofighter die Lufthoheit über Deutschland sicher. Im Einsatz werden sie zunächst – bis zum Aufwuchs der vollen Mehrrollenfähigkeit des Eurofighters – zum Schutz von Lufträumen und bei verbundenen Luftkriegsoperationen zum Jagdvorstoß oder der Begleitung von Transport- und Luftangriffskräften eingesetzt. Das Taktische Luftwaffengeschwader 73 ist der Ausbildungsverband für die Eurofighter-Piloten der deutschen Luftwaffe und des österreichischen Bundesheers.
  - Das Taktische Luftwaffengeschwader 31 „Boelcke“ ist mit dem Eurofighter ausgestattet. Zu seinem Auftrag gehört nicht nur die Luftkampffähigkeit, sondern auch das Herstellen der Luft-Boden-Befähigung des Eurofighters. So wird die Mehrrollenfähigkeit (MR – Multi Role) des Eurofighters innerhalb der Luftwaffe etabliert.
  - Das Taktische Luftwaffengeschwader 33 ist mit dem Waffensystem Tornado ausgerüstet. Sein Aufgabenspektrum umfasst den Kampf gegen Luftstreitkräfte am Boden, Abriegelung aus der Luft, Luftnahunterstützung und die Sicherstellung der nuklearen Teilhabe.
  - Aufgaben des Taktischen Luftwaffengeschwaders 51 sind die bemannte Luftaufklärung sowie die Unterdrückung gegnerischer Luftverteidigungssysteme mit dem Tornado ECR sowie die unbemannte Luftaufklärung mit dem geleasten unbemannten Luftfahrzeug Heron TP.
- Flugabwehrraketendienst: Das Flugabwehrraketengeschwader 1 mit dem Waffensystem MIM-104 Patriot und die Flugabwehrraketengruppe 61 mit IRIS-T SLM sind in der Lage zugewiesene Lufträume gegen Flugzeuge, Hubschrauber, unbemannte Luftfahrzeuge und RAM-Ziele (Raketen, Artilleriegeschosse und Mörser) in allen Höhenbändern zu schützen. Durch Umrüstungsmaßnahmen wird deren Fähigkeit verbessert, taktisch-ballistische Raketen zu bekämpfen.
- Objektschutz der Luftwaffe: Das Objektschutzregiment der Luftwaffe ist neben der infanteristischen Sicherung von Objekten und Stellungen auch für die logistische Unterstützung im Einsatzgebiet, den Brandschutz (militärische Feuerwehr) und den Pionierdienst (zum Beispiel zur Startbahnschnellinstandsetzung) zuständig.
- Führungsdienst der Luftwaffe:
  - er stellt über das Führungsunterstützungszentrum der Luftwaffe die luftwaffenspezifischen IT-Anbindungen der Gefechtsstände, Stäbe und Verbände – auch im Einsatz – sicher und koordiniert bei Bedarf Unterstützung durch den Unterstützungsbereich.
  - trägt zur örtlichen und überörtlichen Flugsicherung bei.
  - der Einsatzführungsdienst überwacht an sieben Tagen in der Woche rund um die Uhr unter Führung eines NATO-Gefechtsstands oder der Operationszentrale Luftwaffe durch eigene Radargeräte und/oder Zuschaltung ziviler Daten den Luftraum. Auf Grundlage dieser Informationen können Jagdflugzeuge der Alarmrotten geleitet werden, um Luftfahrzeuge abzufangen und zu identifizieren, beziehungsweise können Flugabwehrraketensysteme auf zu bekämpfende Ziele voreingewiesen werden. Durch eine verlegefähige Komponente kann diese Fähigkeit auch in Einsätzen eingebracht werden.
- Technischer Dienst der Luftwaffe: Er ist in enger Zusammenarbeit mit der Industrie, für die Instandhaltung, Instandsetzung und Versorgung von Waffensystemen und von luftstreitkräftetypischem Gerät verantwortlich. Dazu zählen unter anderem auch fliegende Waffensysteme, Flugsicherungs- und Navigationsanlagen anderer Teilstreitkräfte. Zur Erfüllung dieser Aufgaben verfügt die Luftwaffe über spezialisierte Verbände und Dienststellen der Waffensystemunterstützungszentren 1 und 2 und über die Technischen Gruppen der fliegenden Geschwader.

## Organisation und Führung

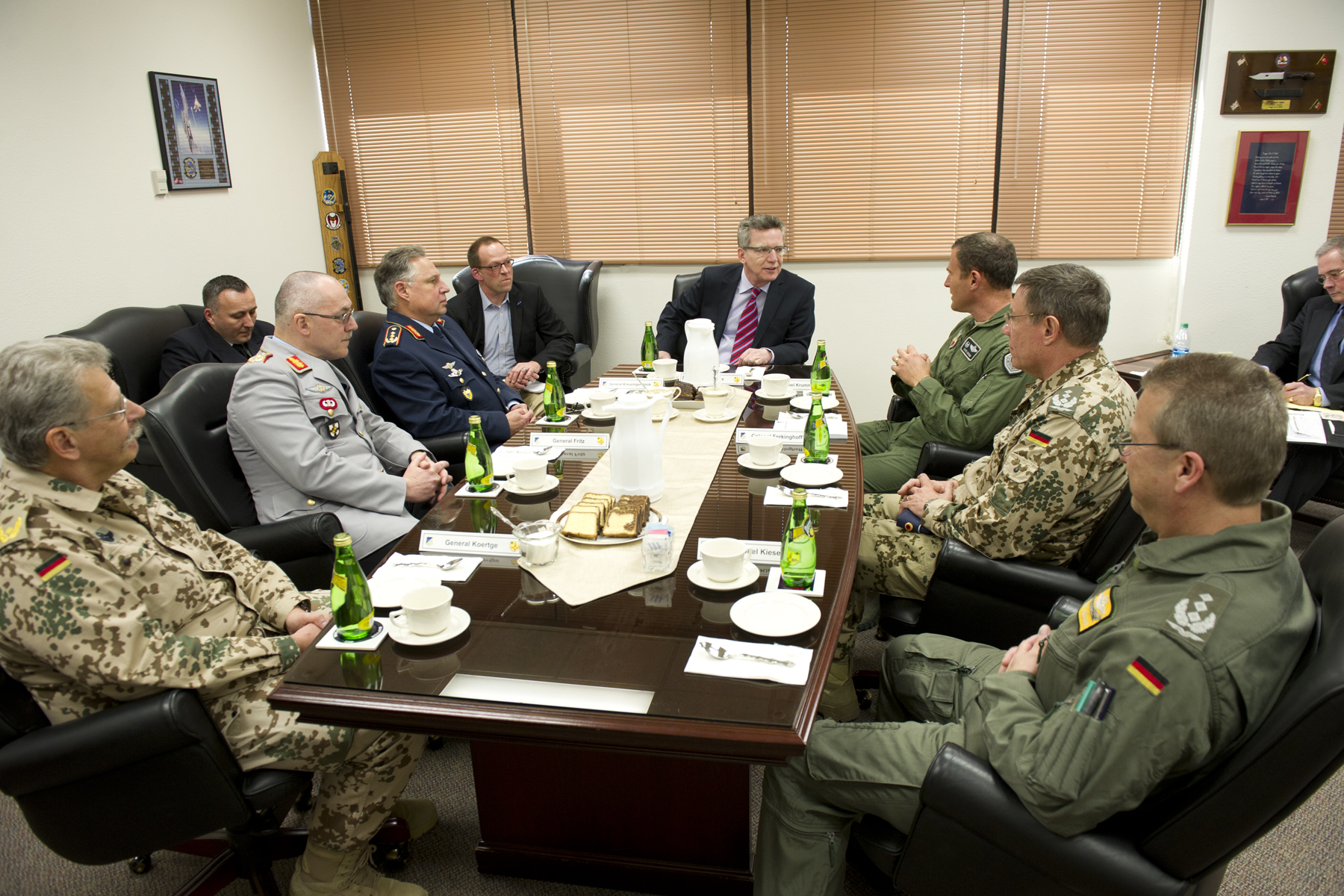
Der damalige Bundesverteidigungsminister Thomas de Maizière (Mitte) im Gespräch mit US-Colonel David Krumm (rechts von de Maizière). Weitere Teilnehmer v.l. vorne: Hasso Körtge, Hans-Werner Fritz, Aarne Kreuzinger-Janik, rechts vorne: Frank Kiesel und Heinz-Josef Ferkinghoff.

Gliederung der Luftwaffe im März 2020

An der Spitze der Luftwaffe steht der Inspekteur der Luftwaffe im Kommando Luftwaffe. Als truppendienstlicher Vorgesetzter seiner Teilstreitkraft untersteht er dem Generalinspekteur der Bundeswehr. Die Luftwaffe gliedert sich unterhalb des Kommandos Luftwaffe in das Air Component Command der Luftwaffe in Kalkar, das Luftwaffentruppenkommando mit seinem Sitz in der Luftwaffenkaserne Wahn am Standort Köln und das Weltraumkommando in Uedem. Direkt dem Inspekteur der Luftwaffe unterstellt ist das Luftfahrtamt der Bundeswehr.

### Zentrum Luftoperationen

#### Aufgaben
Das Zentrum Luftoperationen der Luftwaffe ist am Standort Kalkar/Uedem (Von-Seydlitz-Kaserne) beheimatet und aus dem Kommando Operative Führung Luftstreitkräfte hervorgegangen. Das Zentrum ist mit Aufgaben rund um die Planung von Luftoperationen betraut. Dies beinhaltet, dass luftwaffenspezifische Aufgaben der Operationsführung durch die Luftwaffe, wahrzunehmende nationale Aufgaben in Deutschland (u. a. Aufgaben der bisherigen Dienststellen Führungszentrale Nationale Luftverteidigung, Weltraumlagezentrum, Führungszentrum Luftwaffe) in einer Operationszentrale Luftwaffe zusammengefasst sind. Zur durchhaltefähigen Wahrnehmung der Aufgaben des Militärischen Nachrichtenwesens für die taktisch-operative Ebene im Einsatz ist ein „Air Intelligence Centre“ im Sinne eines Kompetenzzentrums für luft- und weltraumspezifische Intelligence-Angelegenheiten im Zentrum Luftoperationen aufgestellt. Darüber hinaus sind die Aufgaben zur Gestellung eines NATO-Hauptquartiers für Planung und Führung von Luftoperationen im Einsatzfall in das Zentrum Luftoperationen integriert.

#### Unterstellte Verbände/Dienststellen
- Deutscher Anteil (DtA) an Allied Air Command Ramstein
- Deutscher Anteil (DtA) an Joint Air Power Competence Centre
- Deutscher Anteil (DtA) am European Air Transport Command in Eindhoven, NLD
- Deutscher Anteil (DtA) an NATO Airborne Early Warning & Control Force Command in Geilenkirchen
- Deutscher Anteil (DtA) an NATO Intelligence, Surveillance, and Reconnaissance Force in Sigonella, ITA
- Deutsche Anteile (DtA) an der NATO/EU-Organisation
- Verbindungsorganisation der Luftwaffe zu Heer und Marine, wie zum Beispiel das Verbindungskommando zum Eurokorps oder zum Marinekommando
- Luftwaffenunterstützungsgruppe Kalkar
- Einsatzführungsbereich 2 in Erndtebrück
- Einsatzführungsbereich 3 in Schönewalde
- Führungsunterstützungszentrum der Luftwaffe in Köln-Wahn

### Luftwaffentruppenkommando

#### Aufgaben
Dem Luftwaffentruppenkommando unterstehen alle Einsatz- und Unterstützungsverbände der Luftwaffe. Es stellt sicher, dass für Einsätze fertig ausgebildete und ausgerüstete Luftwaffenkräfte zur Verfügung stehen und ist auch für deren Weiterentwicklung zuständig. Es hat jedoch keinen Auftrag zur operationellen Führung seiner unterstellten Kräfte. Diese würde im Einsatz durch multinationale Gefechtsstände der NATO oder der EU oder bei nationalem Einsatz durch das Zentrum Luftoperationen erfolgen. Bereits im Frieden sind Teile der Verbände NATO-assigniert. Allerdings ist das Einsatzführungskommando als operative Führungsebene der Bundeswehr alleine für nationale Weisungen an die Kontingentführer in den Einsatzgebieten zuständig.

#### Unterstellte Verbände/Dienststellen
Für seine Auftragserfüllung unterstehen dem Kommando direkt:
- Zentrum für Luft- und Raumfahrtmedizin der Luftwaffe in Köln-Wahn

Das Luftwaffentruppenkommando besteht aus den drei Fähigkeitsbereichen Luft (Fliegende Verbände), Boden (Bodengebundene Verbände) und Unterstützung (Unterstützungsverbände).
- Fliegende Verbände
  - Taktisches Luftwaffengeschwader 31 „Boelcke“ in Nörvenich
  - Taktisches Luftwaffengeschwader 33 in Büchel
  - Taktisches Luftwaffengeschwader 51 „Immelmann“ in Jagel
  - Taktisches Luftwaffengeschwader 71 „Richthofen“ in Wittmund[11]
  - Taktisches Luftwaffengeschwader 73 „Steinhoff“ in Laage
  - Taktisches Luftwaffengeschwader 74 in Neuburg an der Donau
  - Lufttransportgeschwader 62 in Wunstorf
  - Hubschraubergeschwader 64 in Laupheim und Holzdorf
  - Flugbereitschaft des Bundesministeriums der Verteidigung in Köln-Wahn und Berlin-Tegel
  - Taktisches Ausbildungskommando der Luftwaffe USA (TaktAusbKdoLw USA) (Sheppard AFB, Wichita Falls, Texas)[12]
- Bodengebundene Verbände
  - Flugabwehrraketengeschwader 1 in Husum
  - Objektschutzregiment der Luftwaffe „Friesland“ in Schortens
  - Offizierschule der Luftwaffe in Fürstenfeldbruck
  - Unteroffizierschule der Luftwaffe in Appen und Heide
  - Luftwaffenausbildungsbataillon in Germersheim
  - Luftwaffenunterstützungsgruppe Wahn in Köln-Wahn
- Unterstützungsverbände
  - Waffensystemunterstützungszentrum 1 in Manching
  - Waffensystemunterstützungszentrum 2 in Diepholz
  - DDO/DtA NATO Programming Centre NPC in Bassenge, Belgien
  - Technisches Ausbildungszentrum Luftwaffe in Fassberg
  - Zentrum Elektronischer Kampf Fliegende Waffensysteme in Kleinaitingen

### Weltraumkommando

#### Aufgaben
Das Weltraumkommando der Bundeswehr soll alle mit dem Weltraum verbundenen Aktivitäten der Bundeswehr bündeln und lässt sich daher einer Weltraumstreitkraft zuordnen. Der Auftrag ist hierfür in die zwei operationelle Abteilungen Weltraumlage sowie Planen & Führen von Weltraumoperationen untergliedert.

### Luftfahrtamt

#### Aufgaben
Das Luftfahrtamt der Bundeswehr erteilt Zulassungen für Luftfahrzeuge, erarbeitet Vorschriften für den Flugbetrieb und die Flugsicherung, lizenziert das fliegerische und technische Personal, definiert die flugmedizinischen Anforderungen und dokumentiert Flugbewegungen. Bei Bedarf kann der „General Flugsicherheit“ Einheiten inspizieren. Das Luftfahrtamt ist seit dem 1. Oktober 2024 truppendienstlich dem Inspekteur der Luftwaffe unterstellt (vormals Bundesministerium der Verteidigung und dort dem Generalinspekteur der Bundeswehr), wodurch es fachlich unabhängig bleiben soll.

## Personal

Dienstgradabzeichen Oberfeldwebel der Luftwaffe

### Soldaten
Die Luftwaffe hat einen Personalumfang von etwa 28.000 Soldaten und ist somit nach dem Heer die zweitgrößte Teilstreitkraft. Alle Laufbahnen und Verwendungen stehen bei Eignung für die vorgesehene Stelle auch weiblichen Soldaten offen.
Da der in vielen Bereichen hohe Grad der Technisierung häufig eine entsprechende Spezialisierung und aufwändige fachliche Qualifikation erfordert, ist der Anteil von Unteroffizieren und Offizieren gerade in den fliegenden Verbänden sehr hoch.
Gemäß der 2011 von Bundesverteidigungsminister Thomas de Maizière verkündeten Neuausrichtung der Bundeswehr sollte die Anzahl der militärischen Dienstposten (d. h. ohne die Soldaten, die sich in Aus- und Weiterbildung befinden) bei der Luftwaffe auf maximal 23.000 reduziert werden. Davon sollten 22.050 Berufssoldaten/Zeitsoldaten und zwischen 500 und 950 Freiwillig Wehrdienstleistende (FWD) sein.
Die von Ursula von der Leyen 2016 ausgerufene „Trendwende Personal“ beinhaltet eine Abkehr von den in der Neuausrichtung bisher vorgesehenen Personalobergrenzen. Am 30. Juni 2018 waren 23.190 Dienstposten ausgewiesen, davon waren 80,4 % besetzt.

### Zivilpersonal
Der Umfang des Zivilpersonals wird in wenigen Jahren 5.950 Beamte und Beschäftigte betragen. Eine Verwendung dieser Kräfte erfolgt beispielsweise in hoher Zahl in der Instandsetzung und bei der Feuerwehr. Ziviles Personal hat gegenüber militärischem den Vorteil, dass es eine höhere Verfügbarkeit (Facharbeitszeit) im jeweiligen Aufgabenbereich hat. Anders als bei Soldaten entfallen bei ihm zahlreiche militärspezifische oder laufbahntechnische Aus- und Weiterbildungsmaßnahmen mit langen Abwesenheitszeiten.

### Dienstgrade/Uniform

Kragenspiegel der Luftwaffensoldaten

Die Bezeichnungen der Dienstgrade sind mit denen der Teilstreitkraft Heer identisch.
Der Feldanzug bei Luftwaffe und Heer ist grundsätzlich identisch. Zur Unterscheidung dienen beim Feldanzug an den Dienstgradabzeichen angebrachte stilisierte Schwingen statt der beim Heer üblichen farbigen Litzen.
Der Dienstanzug der Luftwaffe ist dunkelblau mit goldgelben Kragenspiegeln. Als Kopfbedeckung wird ein blaues Schiffchen oder eine blaue Schirmmütze getragen. Lediglich für die Objektschutzkräfte ist ein dunkelblaues Barett vorgesehen. Dieses tragen auch die Luftwaffen-Uniformträger im Wachbataillon beim Bundesministerium der Verteidigung.

### Vorbilder der Luftwaffe
Die Luftwaffe orientiert sich an verschiedenen Vorbildern, um an „beispielgebende Personen und Leistungen zu erinnern“. In einer Liste von 2015 waren dies:
- Oberleutnant Ludger Hölker
- Major (posthum) Richard W. Higgins
- Stabsfeldwebel Michael Giermeier
- Hauptmann Jürgen Schumann

## Ausbildung
Die Grundausbildung von Luftwaffenpersonal wird durch das Luftwaffenausbildungsbataillon an den Standorten Roth und Germersheim durchgeführt. Die Ausbildung des Führungsnachwuchses erfolgt an der Unteroffizierschule der Luftwaffe in Appen bzw. Heide und der Offizierschule der Luftwaffe in Fürstenfeldbruck.
Luftwaffenoffiziere des Truppendienstes studieren wie die Offiziere der anderen Teilstreitkräfte in der Regel an einer der beiden Universitäten der Bundeswehr, Offiziere des militärfachlichen Dienstes besuchen die Fachschule der Luftwaffe in Faßberg.
Für die fachliche Ausbildung ihres Personals unterhält die Luftwaffe zentrale Ausbildungseinrichtungen und -verbände. Flugzeugtechniker und Flugsicherungspersonal werden am Technischen Ausbildungszentrum der Luftwaffe Abt. Süd in Kaufbeuren, Techniker für Hubschrauber am Technischen Ausbildungszentrum der Luftwaffe Abt. Nord in Faßberg ausgebildet. Die Ausbildung des Personals des Einsatzführungsdienstes erfolgt beim Einsatzführungsbereich 2 in Erndtebrück, die des Personals des Flugabwehrraketendienstes am Taktischen Aus- und Weiterbildungszentrum Flugabwehrraketen Luftwaffe im Fort Bliss in Texas.
Personal des fliegerischen Dienstes durchläuft zunächst gemeinsam eine Grundlagenausbildung bei der 3. Deutschen Luftwaffenausbildungsstaffel beim Airline Training Center Arizona in Goodyear, Arizona. Anschließend werden Jet-Piloten zum Euro NATO Joint Jet Pilot Training (ENJJPT) auf der Sheppard AFB, Wichita Falls in Texas und Waffensystemoffiziere zur 2. Deutschen Luftwaffenausbildungsstaffel auf der Naval Air Station Pensacola in Florida versetzt. Im Herbst 2017 wurde die fliegerische Ausbildung für den Tornado auf der Holloman AFB eingestellt und zum Taktischen Luftwaffengeschwader 51 in Jagel verlagert. Angehende Eurofighter-Piloten erwerben nach der Teilnahme am ENJJPT beim Taktischen Luftwaffengeschwader 73 in Laage die Musterberechtigung auf ihrem zukünftigen Kampfflugzeug.
Hubschrauberpiloten erhalten streitkräftegemeinsam ihre Grundlagenausbildung am Internationalen Hubschrauberausbildungszentrum in Bückeburg. Transportflugzeugpiloten durchlaufen zunächst die fliegerische Grundlagenausbildung bei der 4./Lufttransportgeschwader 62 in Bremen, die mit der Lufthansa Flight Training GmbH zusammenarbeitet. Die 3. Staffel des LTG 62, die seit der Einführung der Transall die lehrgangsbezogene praktische und Ausbildung durchgeführt hatte, wurde von diesem Auftrag entbunden. Die Schulung findet jetzt beim Lufttransportgeschwader 63 auf dem Fliegerhorst Hohn statt.
Die Ausbildung der Besatzungen und Techniker für die A400M findet gemeinsam mit Frankreich statt. Die Piloten erhalten ihre Musterberechtigung in Wunstorf, wo auch die Ausbildung der Techniker stattfindet. Die taktische Ausbildung der Piloten folgt in Orléans.
Für die Steuerung der lehrgangsgebundenen Ausbildung ist grundsätzlich die Kommandobehörde zuständig, der die entsprechende Ausbildungseinrichtung untersteht; die taktische, rollenspezifische Ausbildung liegt in der Verantwortung der Einsatzverbände.

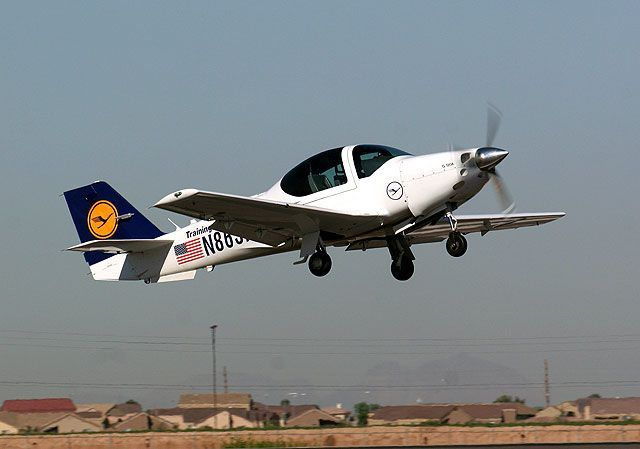
Grob G 120A, als erste Stufe für die Grundschulung der Piloten
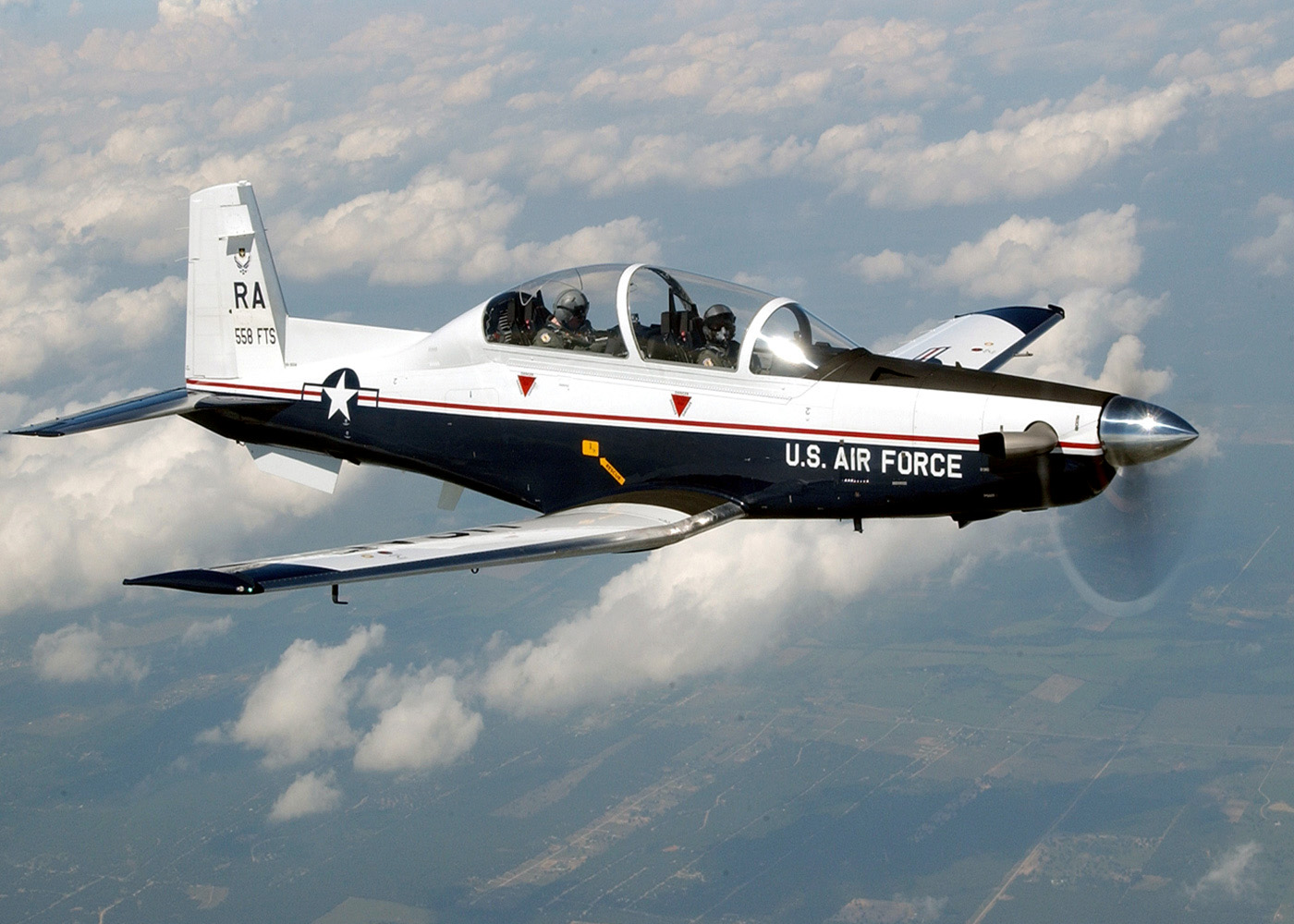
Beechcraft T-6 II, für die Grund- und Fortgeschrittenen-schulung.
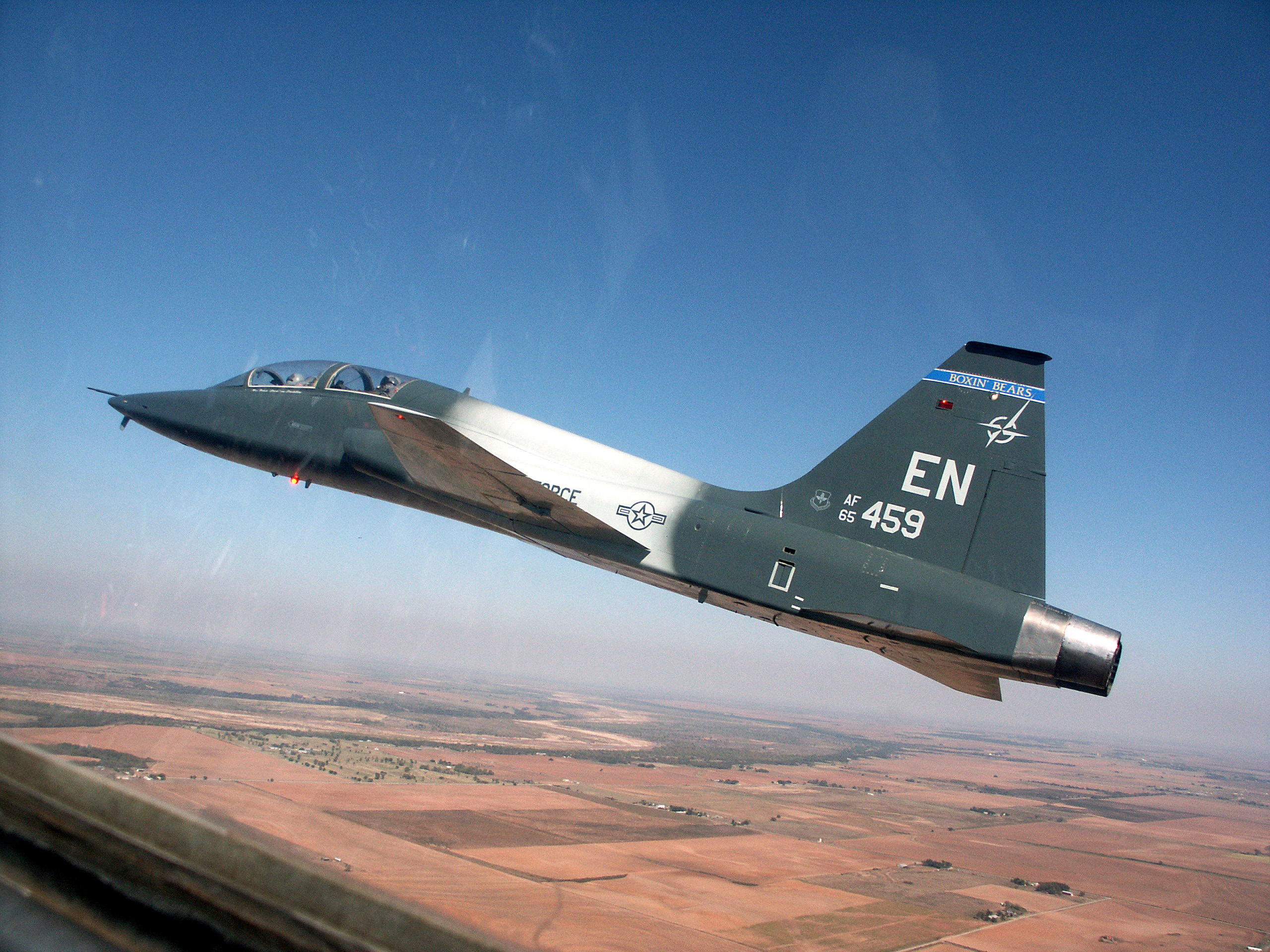
Die Northrop T-38 dient der fortgeschrittenen Pilotenausbildung.

## Ausrüstung

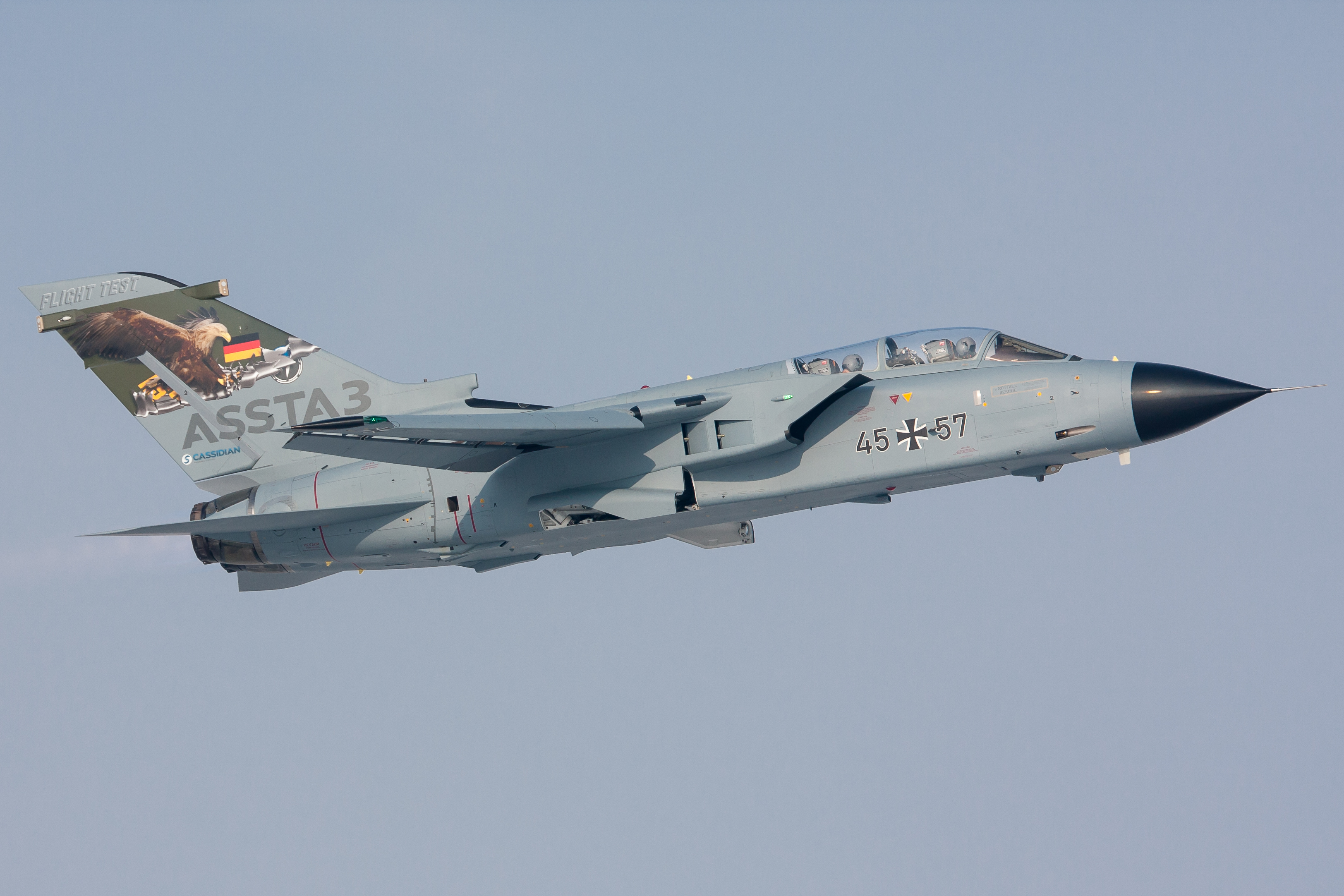
Panavia Tornado IDS (ASSTA 3)

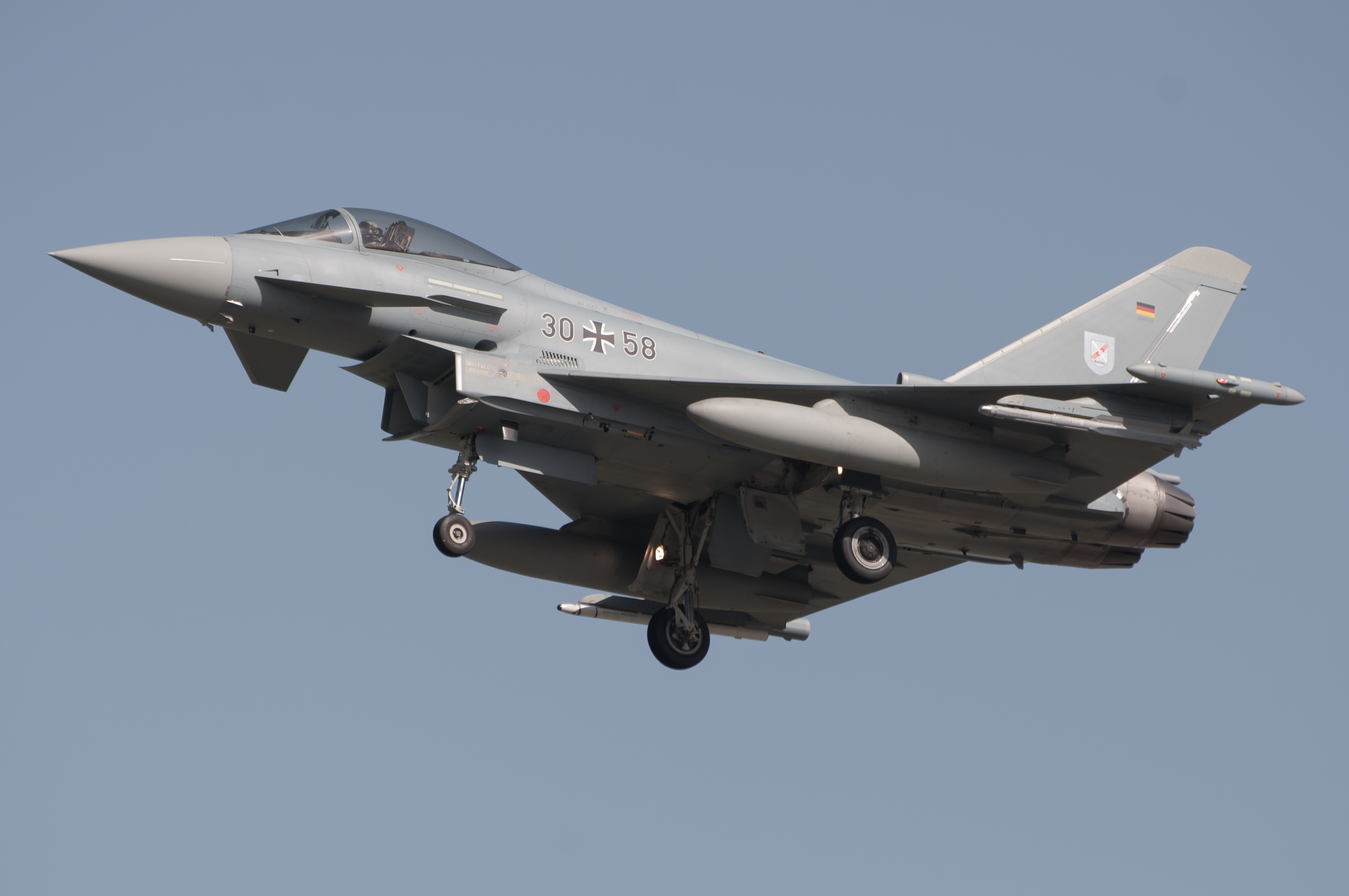
Eurofighter Typhoon

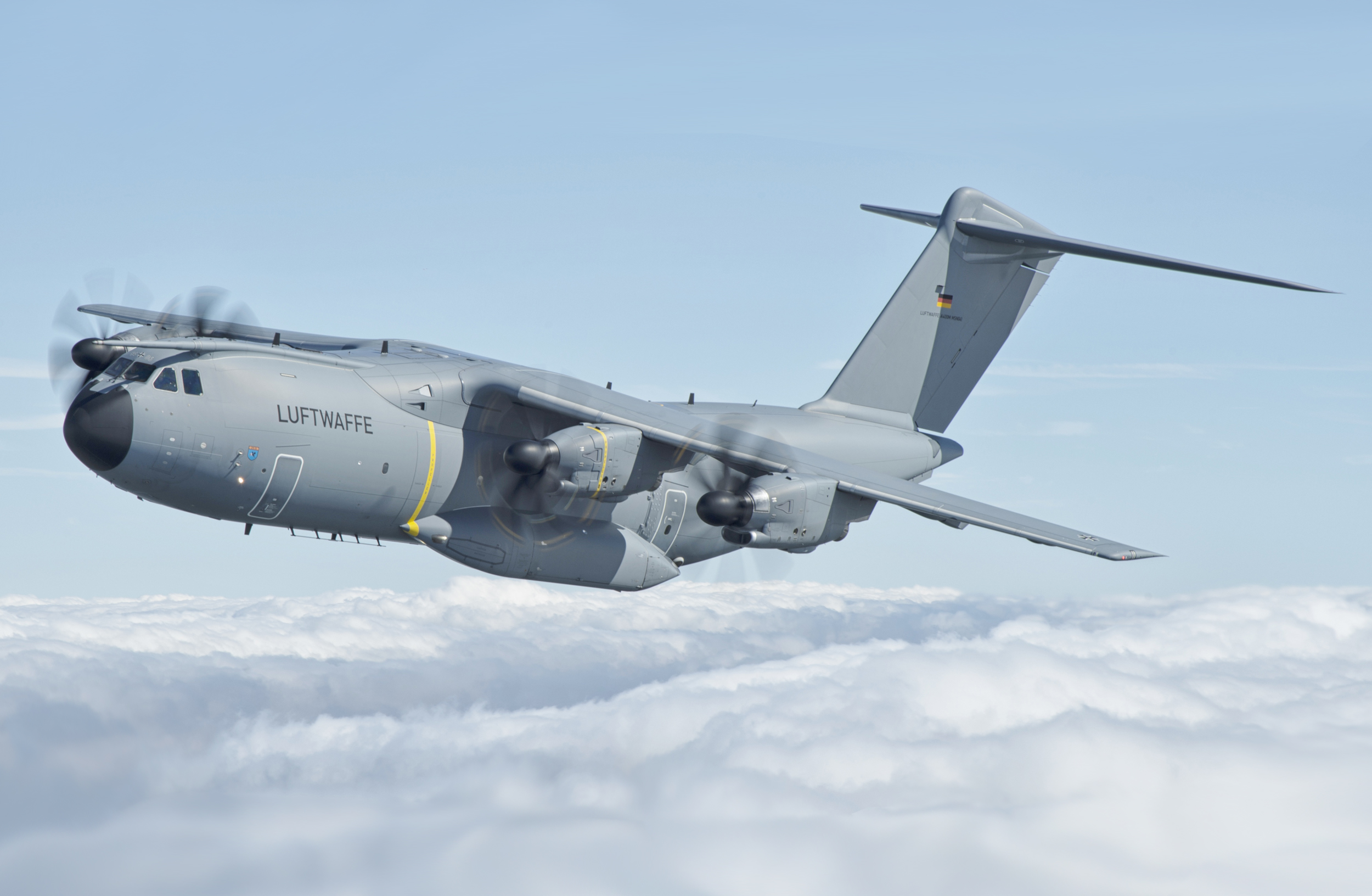
Airbus A400M

Die Luftwaffe verwendet seit ihrer Aufstellung hauptsächlich Gerät, das in multinationaler Kooperation entwickelt oder von NATO-Staaten gekauft und/oder in Lizenz gebaut wurde. Eine Übersicht über Luftfahrzeuge findet sich in der Liste von Luftfahrzeugen der Bundeswehr.
Zahlreiche historische Exponate können im Militärhistorischen Museum Flugplatz Berlin-Gatow (vormals: Luftwaffenmuseum der Bundeswehr) in Berlin-Gatow besichtigt werden.

### Waffensysteme

#### Kampfflugzeuge
Die Kampfverbände verfügen über den Eurofighter als Mehrzweckkampfflugzeug für den Einsatz in der Luftverteidigungs- (Luft/Luft-) und Luftangriffs- (Luft/Boden-) Rolle und den Panavia Tornado als Aufklärer und Jagdbomber und in der speziellen Rolle zur Unterdrückung gegnerischer Luftverteidigung.

#### Transportflugzeuge
Für den Lufttransport und die Luftbetankung steht der neue Airbus A400M beim LTG 62 zur Verfügung und, durch die Teilnahme an der Multinational MRTT Unit, ein Anteil von 5/10 der A330 MRTT-Flotte ausgedrückt in den nutzbaren Flugstunden. Darüber hinaus wurden, gemeinsam mit Frankreich und dort in einer binationalen Staffel auf dem Luftwaffenstützpunkt Évreux stationiert, je drei C-130J-30 und KC-130J beschafft.
Die Flugbereitschaft des Bundesministeriums der Verteidigung nutzt die Muster Airbus A350-900, Airbus A321, Airbus A319CJ (davon einen Airbus CJ für „Offener Himmel“) und Bombardier Global 5000/6000 insbesondere zum Personentransport. Im Juni und August 2022 erhielt die Flugbereitschaft zudem zwei neue A321LR für den Personen- und Verwundetentransport nach einer Beschaffungszeit von nur zwei Jahren.

#### Hubschrauber
Die Luftwaffe benutzt im Hubschraubergeschwader 64 den Sikorsky CH-53 für mittlere Transportaufgaben, den Airbus Helicopters H145M zur Unterstützung von Spezialkräften und den Eurocopter AS532 (Cougar) bei der Flugbereitschaft für den Personen- und VIP-Transport.

#### Schulflugzeuge
Für die Jet-Ausbildung werden auf der Sheppard Air Force Base in den USA die Beechcraft T-6 und die Northrop T-38 als Schulflugzeuge eingesetzt.

#### Unbemannte Luftfahrzeuge
von 2010 bis 2023 betrieb die Luftwaffe drei geleaste Heron 1 und zwei Bodenstationen der Herstellerfirma Israel Aerospace Industries (IAI) aus Israel. Diese Luftfahrzeuge wurden ausschließlich in Afghanistan und Mali eingesetzt.
Als Nachfolgesystem verfügt die Luftwaffe seit 2024 über ebenfalls von IAI geleaste Heron TP, die perspektivisch auch bewaffnet eingesetzt werden können.

#### Flugabwehrsysteme
Es werden die Waffensysteme PATRIOT eingesetzt, das dem Flugabwehrraketengeschwader 1 unterstellt ist. Das Waffensystem Ozelot und IRIS-T SLM werden von der Flugabwehrgruppe 61 eingesetzt, das seit dem 4. April 2018 dem niederländischen Defensie Grondgebonden Luchtverdedigingscommando (DGLC) (deutsch Kommando Bodengebundene Luftverteidigung) unterstellt ist.

#### Radartechnik
Im Einsatzführungsdienst werden diverse stationäre Radaranlagen Ground Master 406F, HADR, RRP 117 und die mobile Radaranlage RAT 31DL eingesetzt. Als Führungs- und Waffeneinsatzsystem der Luftwaffe NATO-Bezeichnung: Air Command and Control System (ACCS) wird seit Ende 2010 GIADS III benutzt.
Für die Flugsicherung auf den deutschen Militärflugplätzen ist bzw. wird das neue ASR-S (Aerodrome Surveillance Radar) installiert. Neben der Flugverkehrskontrolle wird dieses Radar auch für die Luftraumüberwachung im Radius von über 100 Kilometern (60 NM) eingesetzt. Das LÜR (LuftraumÜberwachungsRadar) ist ein schnell verlegbares Luftverteidigungsradar der Flugabwehrgruppe 61.

### Tabelle der Waffensysteme
| Waffensysteme            | Herkunft                             | Verwendung | Typ                                      | Anzahl aktuell | Bemerkung |
| Kampfflugzeuge           | Kampfflugzeuge                       | Kampfflugzeuge | Kampfflugzeuge                           | Kampfflugzeuge | Kampfflugzeuge |
| ------------------------ | ------------------------------------ | --- | ---------------------------------------- | -------------- | --- |
| Eurofighter Typhoon      | Deutschland / UK / Italien / Spanien | Mehrzweckkampfflugzeug                                                                                                 | Tranche 1 Tranche 2 Tranche 3A Tranche 4 | 33 77 31 0     | insgesamt 143 geliefert; 2 der Tranche 2 abgestürzt Tranche 1 wird ersetzt durch 38 der Tranche 4 (Projekt „Quadriga“) |
| Panavia Tornado          | Deutschland / UK / Italien           | • Jagdbomber (auch nukleare Teilhabe), abbildende Aufklärung • Bekämpfung feindl. Flugabwehr, elektronische Aufklärung | IDS/Recce ECR                            | 68 21          | Ersatz durch 35 F-35A (bestellt) Ersatz durch 15 Eurofighter EK (geplant) |
| Lockheed Martin F-35     | Vereinigte Staaten                   | Mehrzweckkampfflugzeug (auch Einsatz im Rahmen der nuklearen Teilhabe)                                                 | F-35A                                    | 0              | 35 bestellt; Ersatz für den Tornado in der Rolle als Jagdbomber. |
| Transportflugzeuge       |                                      | |                                          |                | |
| Airbus A400M             | Europa                               | strategisches und taktisches Transportflugzeug, Luftbetankung, Verwundetentransport                                    | A400M                                    | 49             | insgesamt 53 bestellt |
| Lockheed Martin C-130J   | Vereinigte Staaten                   | • taktisches Transportflugzeug • Luftbetankung                                                                         | C-130J-30 KC-130J                        | 3              | Stationiert bei der binationalen Lufttransportstaffel „Rhin/Rhein“ in Évreux, Frankreich |
| Airbus A319              | Europa                               | • Personen- und VIP-Transport • abbildende Aufklärung (v. a. im Rahmen Open Skies), Verwundetentransport               | A319-133CJ A319-133CJ                    | 2 1            | Beschriftung „Offener Himmel“ am Seitenleitwerk |
| Airbus A321              | Europa                               | • Personen- und VIP-Transport • Personen- und Verwundetentransport                                                     | A321-200 A321LR                          | 1 2            | |
| Airbus A330              | Europa                               | Fracht- und Personentransport, Luftbetankung, Verwundetentransport                                                     | A330 MRTT                                | /              | 50 % Finanzierungs- und Nutzungsanteil an 10 bestellten Maschinen unter dem Kommando der NATO-Multinational MRTT Unit; davon werden 4 in Köln/Wahn stationiert. Auslieferung der letzten Maschine geplant 2026. |
| Airbus A350              | Europa                               | Personen- und VIP-Transport                                                                                            | A350-900                                 | 3              | |
| Bombardier Global 5000   | Kanada                               | Personen- und VIP-Transport                                                                                            | Global 5000                              | 3              | ursprünglich 4, davon 1 Totalschaden |
| Bombardier Global 6000   | Kanada                               | • Personen- und VIP-Transport • signalerfassende Aufklärung                                                            | Global 6000 Global 6000                  | 3 0            | 3 für signalerfassende Aufklärung im Rahmen von PEGASUS im Zulauf |
| Hubschrauber             |                                      | |                                          |                | |
| Sikorsky CH-53           | Vereinigte Staaten                   | mittlere Transportaufgaben                                                                                             | CH-53GA CH-53GS CH-53GE                  | 40 20 6        | Ersatz durch 60 CH-47F beschlossen. |
| Eurocopter AS532         | Frankreich                           | Personen- und VIP-Transport                                                                                            | AS532U2                                  | 3              | |
| Airbus Helicopters H145M | Europa                               | Transport und Unterstützung von Spezialkräften                                                                         | H145M                                    | 15 0           | Der H145M ist auch bei den Heeresfliegern im Einsatz. Weitere 5 H145M laufen der Luftwaffe aus einer Bestellung über insgesamt 62 Hubschrauber dieses Typs ab Ende 2025 zu. |
| Boeing-Vertol CH-47      | Vereinigte Staaten                   | schwere Transportaufgaben                                                                                              | CH-47F                                   | 0              | 60 Hubschrauber sind zur Auslieferung ab 2027 bestellt |
| Schulflugzeuge           |                                      | |                                          |                | |
| Grob G 120TP             | Deutschland                          | Pilotenausbildung Grundschulung bei der 3. Deutschen Luftwaffenausbildungsstaffel in USA                               | G-120TP                                  | 5              | Betrieben von Lufthansa Aviation Training |
| Beechcraft T-6           | Vereinigte Staaten                   | Pilotenausbildung beim Euro NATO Joint Jet Pilot Training in USA                                                       | T-6 Texan II                             | 69             | |
| Northrop T-38            | Vereinigte Staaten                   | Fortgeschrittene Pilotenausbildung beim Euro NATO Joint Jet Pilot Training in USA                                      | T-38C                                    | 41             | ursprünglich 46 |
| Unbemannte Luftfahrzeuge |                                      | |                                          |                | |
| IAI Heron TP             | Israel                               | Aufklärung, Luftnahunterstützung                                                                                       | German Heron TP                          | 5              | geleast; bereitgestellt durch Airbus. 4 zur Ausbildung in Israel, 1 in Deutschland stationiert. |
| Flugabwehrsysteme        |                                      | |                                          |                | |
| Patriot                  | USA                                  | Flugabwehrraketensystem                                                                                                |                                          | 8              | Bis Juli 2024 wurden drei von 13 Systemen an die Ukraine abgegeben. Im August 2025 entschied die Bundesregierung, bis Ende Oktober zwei weitere Einheiten abzugeben. Das US-Verteidigungsministerium sicherte im Gegenzug die beschleunigte Lieferung neu produzierter Systeme zu. Im März und Juli 2024 hatte die Bundeswehr je vier Systeme bestellt. |
| IRIS-T SLM               | Deutschland                          | Flugabwehrraketensystem                                                                                                |                                          | 1              | 5 weitere Systeme sind zur Auslieferung bis 2027 bestellt |
| Arrow                    | Israel                               | Raketenabwehrsystem |                                          | 0              | Das System wird über mehrere Standorte verteilt. Die Auslieferung soll 2025 beginnen und bis 2030 abgeschlossen sein. |
| Ozelot                   | Deutschland                          | Leichtes Flugabwehrsystem                                                                                              |                                          | 3              | |
| Radaranlagen             |                                      | |                                          |                | |
| Ground Master 406F       | Frankreich/USA                       | Luftraumüberwachungsradar                                                                                              |                                          | 6              | |
| HADR                     | USA                                  | Luftraumüberwachungsradar                                                                                              |                                          | 4              | |
| RRP 117                  | USA                                  | Luftraumüberwachungsradar                                                                                              |                                          | 8              | |
| RAT 31DL                 | Italien                              | Luftraumüberwachungsradar                                                                                              |                                          | 2              | verlegbar |
| LÜR                      | Deutschland                          | Luftraumüberwachungsradar                                                                                              |                                          | 5              | verlegbar |
| ASR-S                    | Deutschland                          | Flugplatz-Überwachungsradar                                                                                            |                                          | 17             | 20 insgesamt |

Als Führungs- und Waffeneinsatzsystem der Luftwaffe (NATO-Bezeichnung: Air Command and Control System (ACCS)) wird seit Ende 2010 GIADS III benutzt.

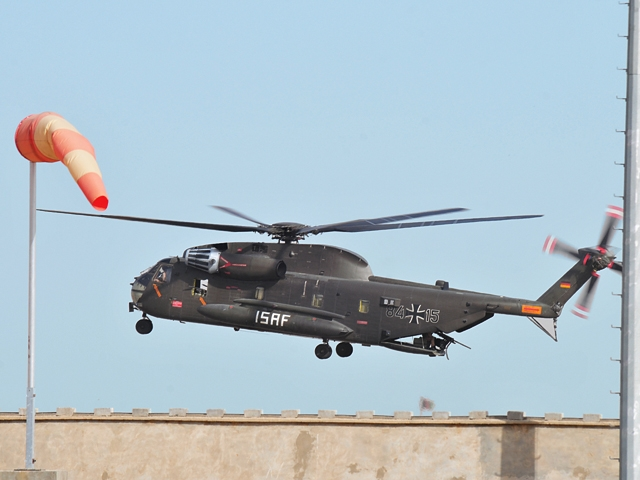
CH-53GS im Landeanflug in Afghanistan

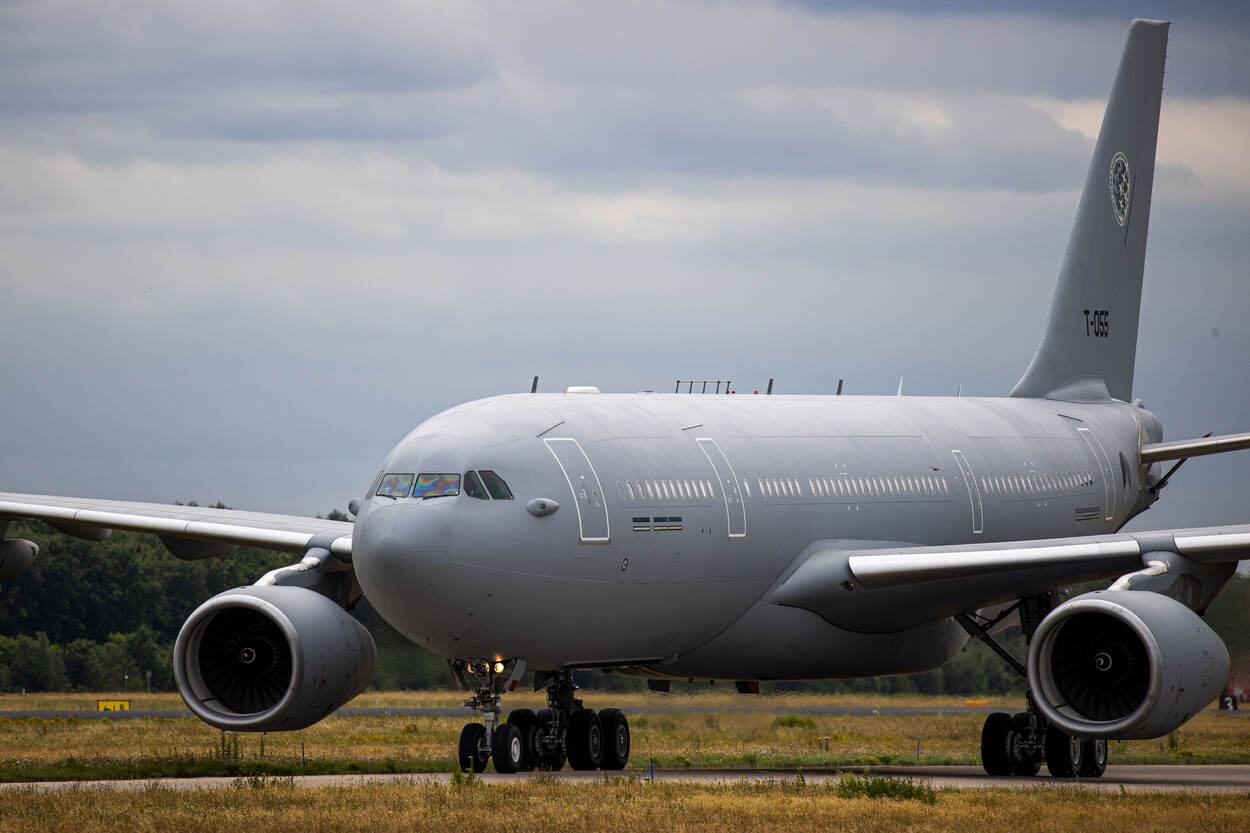
Airbus A330 MRTT der Multinational MRTT Unit

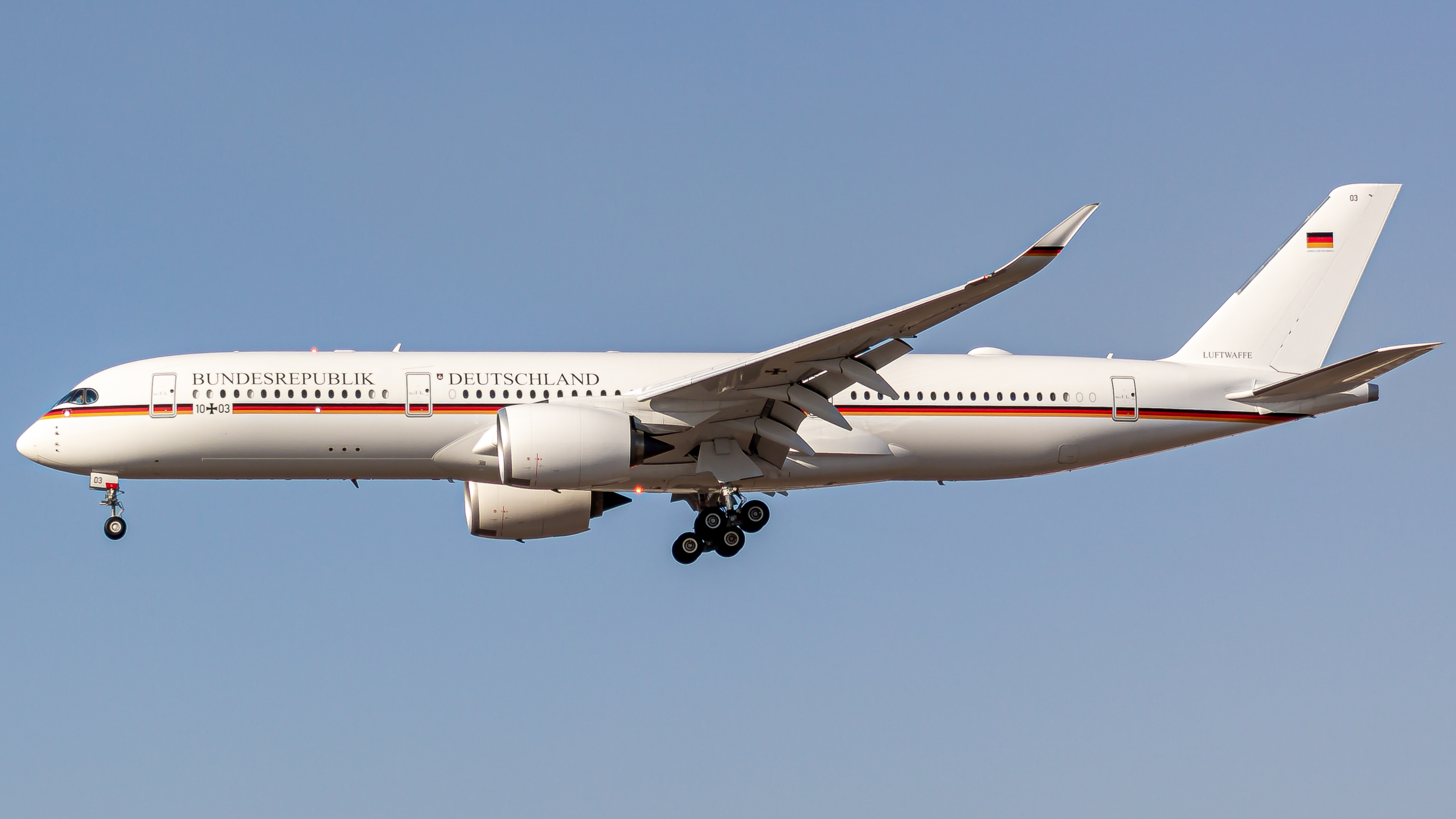
ACJ350-900 der Flugbereitschaft

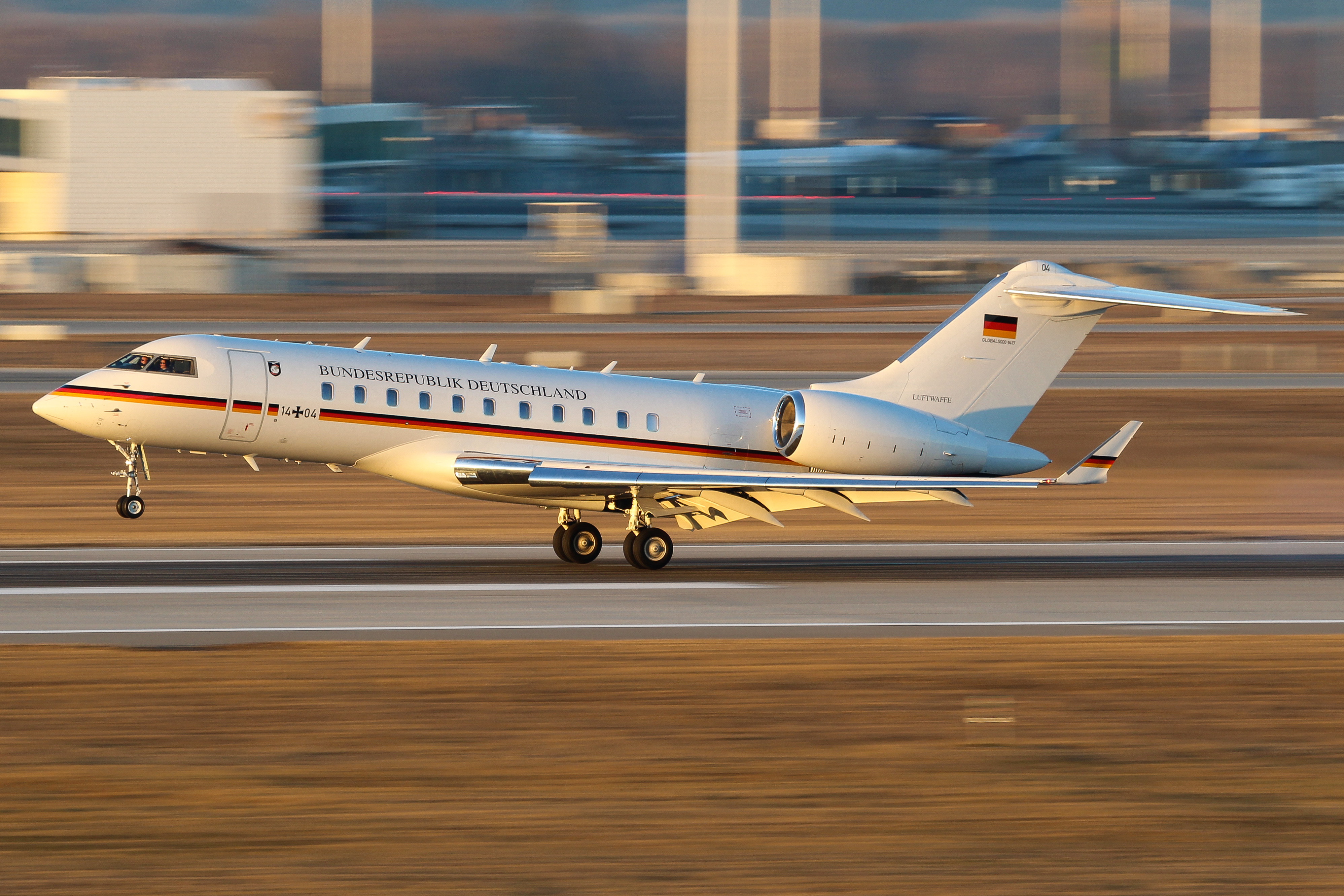
Bombardier Global 5000

### Modernisierungsvorhaben
Die politische Kontroverse vor Entscheidungen zur Entwicklung und Beschaffung von Großgerät der Luftwaffe ist aufgrund der technischen Risiken und insbesondere der hohen Kosten groß.
Neben zahlreichen Maßnahmen zur Verbesserung der Einsatzfähigkeit sind die Projekte mit dem aktuell (Stand Juni 2022) größten finanziellen Umfang die fortlaufende Beschaffung weiterer Eurofighter als Ersatz für ältere Eurofighter der Tranche 1 (Projekt „Quadriga“) sowie für Teile der Tornado-Flotte in der ECR-Rolle, die Fortführung der Beschaffung des A400M und der geplante Kauf von 35 F 35 von Lockheed Martin für die Ablösung des Tornado in der Aufgabe der Nukleare Teilhabe, wie auch der Erwerb von 60 CH-47F als schwere Transporthubschrauber. Darüber hinaus wird die Entwicklung des Future Combat Air System gemeinsam mit Frankreich und Spanien fortgeführt.

#### Kampfflugzeuge
Ursprünglich sollten 180 Eurofighter in drei Tranchen bestellt werden. Von den ursprünglich 68 Eurofightern der dritten und letzten Tranche wurden im Juli 2009 jedoch nur 31 Flugzeuge als Tranche 3A bestellt. Am 30. Juni 2019 waren 138 von 143 bestellten Eurofightern von Airbus geliefert. Die 33 ältesten Eurofighter der Tranche 1 sollen in den nächsten Jahren sukzessive ausgemustert und durch eine neue Tranche 4 ersetzt werden, die dann den modernsten Stand des europäischen Kampfjets darstellt. Als Tornado-Nachfolger stehen der Eurofighter und die F 35 von Lockheed Martin fest. Die Luftwaffe plant, 35 F-35A und 15 Eurofighter ECR zu beschaffen.
Die Militärische Luftfahrtstrategie 2016 sieht vor, dass das Next Generation Weapon System in einem Future Combat Air System (FCAS) die Tornados ersetzen und die Eurofighter ergänzen soll. Es handelt sich um ein „System der Systeme“ (System of systems), welches mit Drohnen und anderen Kampfeinheiten, Satelliten und Bodenstationen vernetzt werden soll (siehe Network-Centric Warfare). Auf der Pariser Luftfahrtschau 2019 in Le Bourget unterzeichneten Frankreich und Deutschland weitere Verträge für das Projekt Future Combat Air System (FCAS), mit dem ab 2040 die heutigen Kampfjets abgelöst werden sollen. Zugleich trat Spanien offiziell der FCAS-Entwicklung bei.
Seine Aufgaben umfassen
- Abriegelung aus der Luft (Air Interdiction (AI)),
- Luftnahunterstützung Close Air Support (CAS),
- Joint Time Sensitive Targeting (JTST), und
- Überwasserseekrieg aus der Luft (Anti Surface Warfare (ASuW)).[71]

#### Transportflugzeuge
Von den 53 bestellten Transportflugzeugen vom Typ A400M befanden sich im August 2025 49 Stück im Bestand der Luftwaffe. Ursprünglich waren 40 Maschinen sind für den Standort Wunstorf vorgesehen. Weitere A400M sollten ab 2025 auf dem Fliegerhorst Lechfeld stationiert werden, wo eine multinationale Einheit angestrebt wurde.
Diese Pläne wurden 2022 jedoch verworfen, nachdem sich keine nennenswerte Beteiligung anderer Nationen ergeben hat und der Ausbau des Flughafens insgesamt teurer gewesen wäre als die Konzentration aller Maschinen in Wunstorf.
Als Ersatz der 4 A310MRTT ist im Rahmen des Multinational MRTT Fleet-Programms die Beschaffung von mehreren Airbus A330 MRTT geplant. Deutschland finanziert im Rahmen dieses Programms 5500 von 11000 jährlichen Flugstunden, die durch 10 Flugzeuge dieses Typs erbracht werden sollen. Alle Maschinen dieses Programms werden von der Multinational MRTT Unit betrieben und geführt.
Die A310PAX wiederum wurden im Jahr 2022 durch 2 A321LR ersetzt.
Aufgrund der im Jahr 2018 bei der Flugbereitschaft aufgetretenen technischen Probleme an den Maschinen des Typ Airbus A340 wurde im Januar 2019 bekannt gegeben, dass man drei neue Maschinen vom Typ Airbus A350 von Airbus beschaffen wird. Kostenpunkt ca. 180 Millionen Euro pro Maschine, mit Umbau und extra Ausrüstung ca. 280 Millionen Euro pro Maschine.

#### Hubschrauber
Im April 2014 wurde bekannt, dass das deutsch-französische Projekt „Future Transport Helicopter“ (FTH) von den Partnernationen nicht weiter betrieben wird. Die Bundeswehr erwog daraufhin als Nachfolge der 66 Sikorsky CH-53, entweder die CH-53K oder die CH-47F zu beschaffen.
Am 28. Februar 2019 eröffnete das BAAINBw die Ausschreibung für das Nachfolgeprojekt STH (Schwerer Transporthubschrauber). Gefordert wurde ein Hubschrauber mit einem maximalen Abfluggewicht von über 20 Tonnen und es war die Beschaffung von mindestens 44 und maximal 60 Hubschraubern geplant. Die Einführung des neuen Hubschraubers sollte 2023 beginnen und 2031 abgeschlossen sein. Das Ausschreibungsverfahren wurden jedoch aufgehoben, was zu einem Rechtsstreit mit Lockheed Martin und erheblichen Verzögerungen führte. Im Juni 2022 gab das Bundesministerium der Verteidigung schließlich bekannt, 60 Maschinen des Model CH-47 Chinook beschaffen zu wollen. Der Kauf soll als direktes Regierungsgeschäft mit den USA abgewickelt werden. Die Defense Security Cooperation Agency des Verteidigungsministeriums der Vereinigten Staaten hat die dafür notwendige Zustimmung für den Kauf im Wert von 8,5 Milliarden Dollar im Mai 2023 erteilt.

#### Unbemannte Luftfahrzeuge
Für die Signalverarbeitende Luftgestützte Weitreichende Überwachung und Aufklärung (SLWÜA) war die Einführung eines hochfliegenden unbemannten Luftfahrzeug – UAV mit großer Reichweite (HALE) des Typs RQ-4E Euro Hawk mit einem Aufklärungssystem (Integrated SIGINT System – ISIS) als Ersatz für die ausgesonderte Breguet 1150 M Atlantic der Marine geplant. Im Jahre 2013 wurde das Projekt wegen Zulassungsproblemen und daraus resultierenden Kostenrisiken aufgegeben, daher wurde nur ein Prototyp gekauft.
An Stelle der RQ-4E sollen (Stand 2018) drei Exemplare der moderneren Baureihe MQ-4C Triton beschafft und mit den Sensoren der RQ-4E ausgerüstet werden. Der Vertrag könnte Ende 2019 unterschrieben werden. Diese modifizierten MQ-4C Triton-Drohnen werden unter der Bezeichnung „Pegasus“ (für Persistent German Airborne Surveillance System) vermutlich ab 2025, auf dem Fliegerhorst Schleswig stationiert werden, wo bereits Infrastrukturmaßnahmen zur Aufnahme der Maschinen getroffen worden waren.
Am 13. Juni 2018 hat der Haushaltsausschuss des Deutschen Bundestages die Anmietung von fünf IAI Heron TP beschlossen. Die Heron TP ist als Aufklärungssystem für mittlere Höhen (Medium Altitude Long Endurance – MALE) als Ergänzung zu den bemannten Flugzeugen (Tornado Recce) sowie als Nachfolger der geleasten Aufklärungsdrohne Heron 1 geplant. Die Wartung wird von Airbus übernommen. Die Anmietung läuft bis 2027 und wird mindestens 900 Millionen Euro kosten. Die Maschinen werden zunächst als Aufklärungsdrohnen eingesetzt, sie haben aber die Option bewaffnet und als Kampfdrohnen eingesetzt zu werden.

#### Flugabwehrsysteme
Am 9. Juni 2015 gab Verteidigungsministerin Ursula von der Leyen in Berlin gemeinsam mit Generalinspekteur Volker Wieker bekannt, dass das zukünftige Taktische Luftverteidigungssystem (TLVS) der Bundeswehr auf dem Luftverteidigungssystem MEADS (Medium Extended Air Defense System) basieren soll. Eine Beschaffung des Systems erfolgte jedoch nicht.
Der Russische Überfall auf die Ukraine seit Februar 2022 führte jedoch zum Umdenken in der Bundesregierung und zur Planung eines umfassenden Ausbaus der Flugabwehrfähigkeiten der Bundeswehr. So bewilligte der Haushaltsausschuss des Bundestages am 14. Juni 2023 rund 950 Millionen Euro für den Kauf von sechs Flugabwehrsystemen des Typs IRIS-T SLM. Die Serienauslieferung ist ab Ende 2025 geplant und soll 2027 abgeschlossen werden. Am 18. Oktober des gleichen Jahres folgte die Zustimmung zur Beschaffung des Raketenabwehrsystems Arrow aus israelischer Produktion. Da das Waffensystem marktverfügbar ist, will die Bundeswehr bereits 2025 eine Anfangsbefähigung mit Arrow erreichen. Der weitere Ausbau soll bis 2030 abgeschlossen werden. Diese Beschaffungen sind eingebettet in die, durch die Bundesregierung im August 2022 ins Leben gerufene, European Sky Shield Initiative.

### Fliegerhorste
Insgesamt stehen der Luftwaffe derzeit zehn aktive Fliegerhorste sowie drei militärisch mitbenutzte zivile Flughäfen zur Verfügung.

### Kennzeichnungen

Flugzeugkokarde Eisernes Kreuz

- Hoheitszeichen: Als Hoheitszeichen auf Luftfahrzeugen und Gefechtsfahrzeugen der Bundeswehr wurde 1956 vom damaligen Bundespräsidenten Theodor Heuss das Eiserne Kreuz festgelegt.[93] Auf Luftfahrzeugen befindet sich zusätzlich die aufgemalte deutsche Flagge.
- Flugzeugkennzeichen: Die Kennzeichen deutscher militärischer Luftfahrzeuge bestanden zunächst aus zwei Buchstaben, aus deren Kombination sich auf die Teilstreitkraft, den Einsatzbereich und das Geschwader schließen ließ, und drei Ziffern, die sich in der Regel aus der Staffelzugehörigkeit und der laufenden Nummer ergaben.[94] Ab 1968 wurde das System dahingehend geändert, dass lediglich ein Rückschluss auf Typ und Seriennummer des Luftfahrzeugs möglich ist. Dazu werden für die Flugzeugkennzeichen zwei jeweils zweistellige Ziffernblöcke, die durch das Eiserne Kreuz getrennt werden, verwendet. Bei Angabe der Kennzeichen wird dabei das Kreuz als „+“ mitgeschrieben.[95]

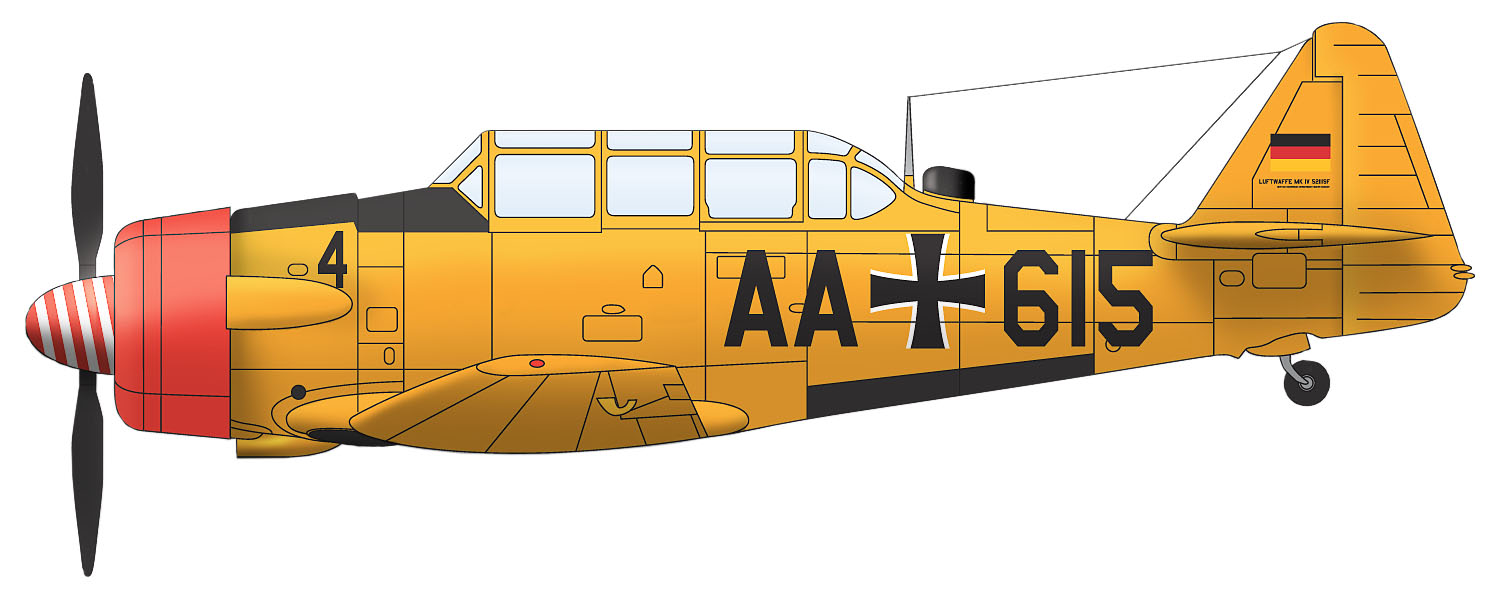
Ehemaliges Kennzeichen an einem damaligen Schulungsflugzeug T-6
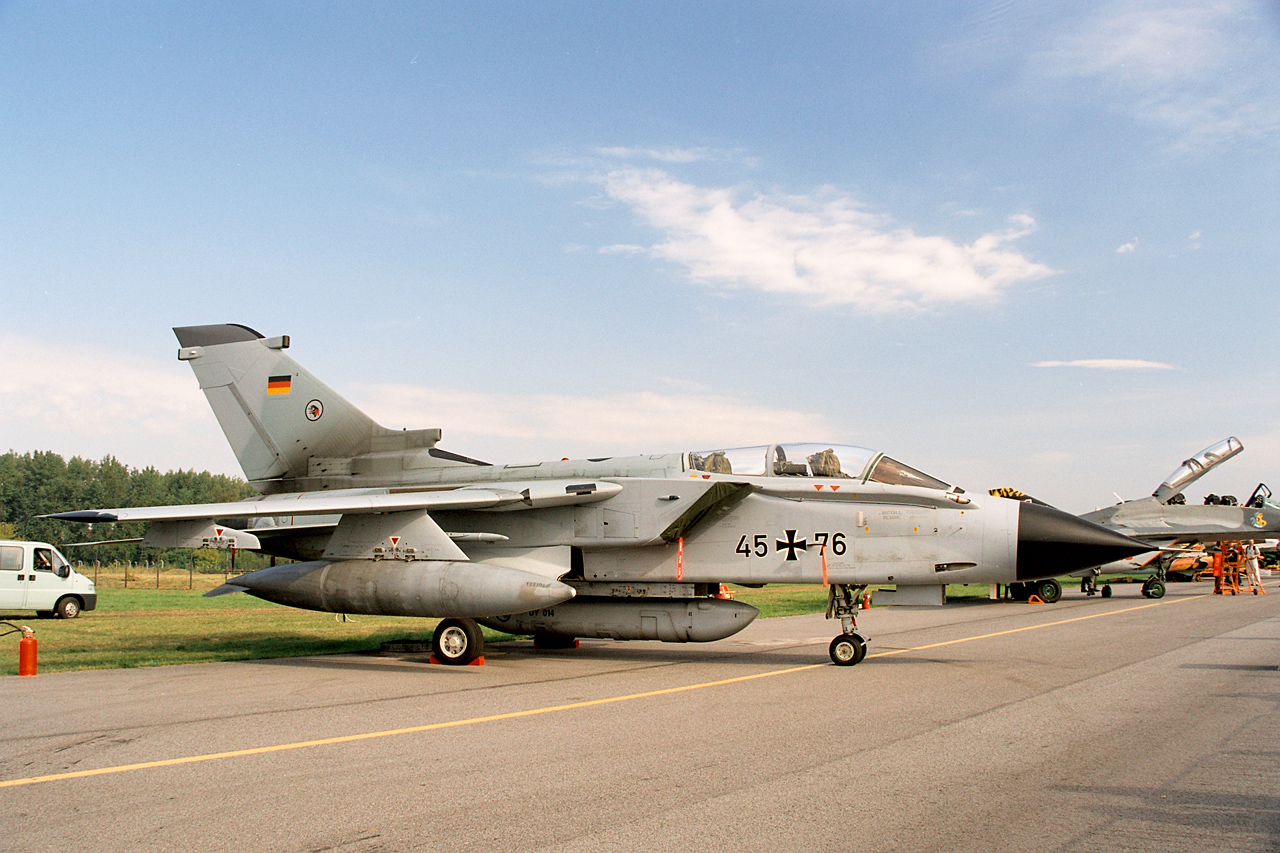
Kampfflugzeug Tornado mit dem Kennzeichen 45+76
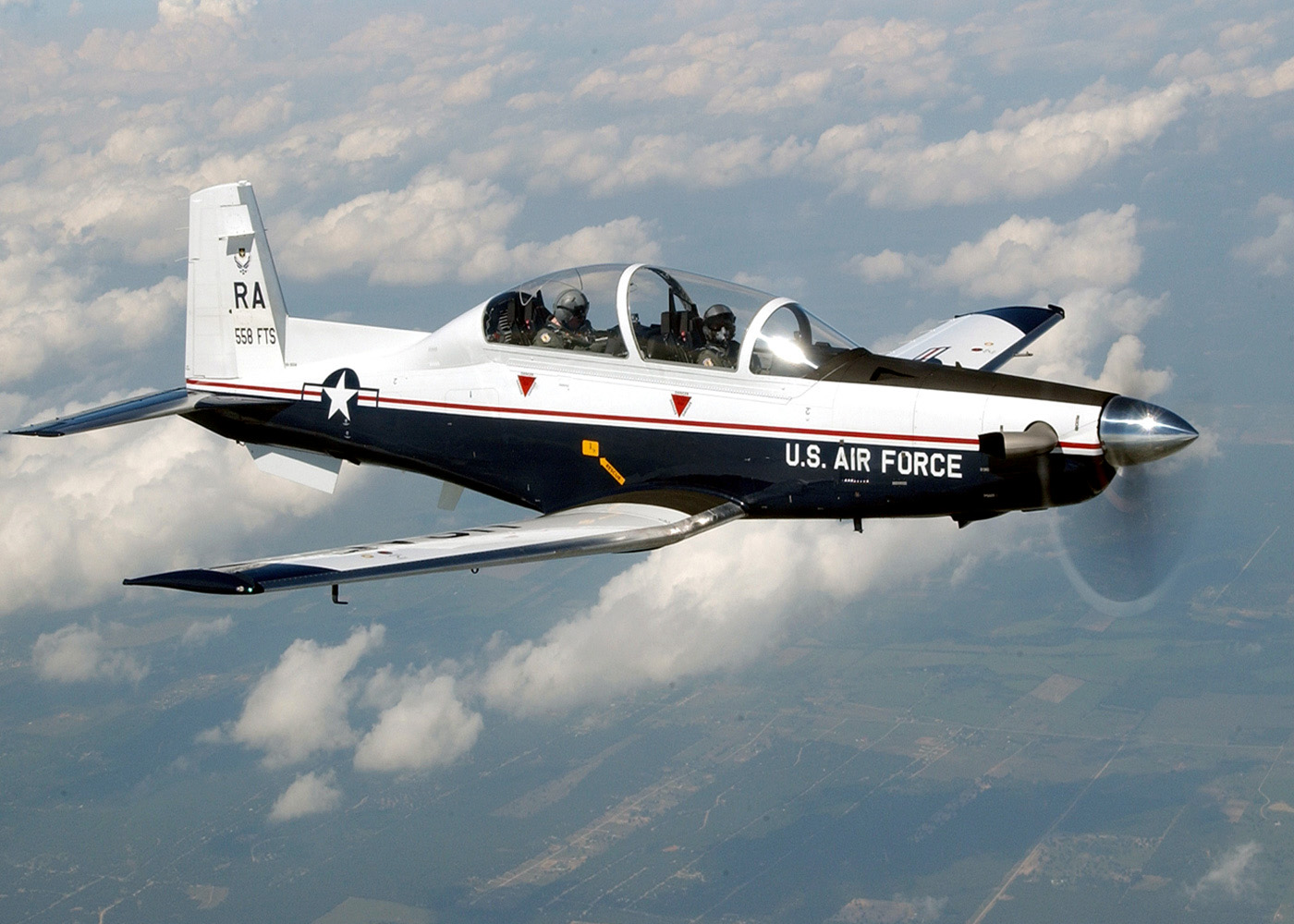
T-6 II-Trainingsflugzeug mit US-amerikanischen Hoheitsabzeichen
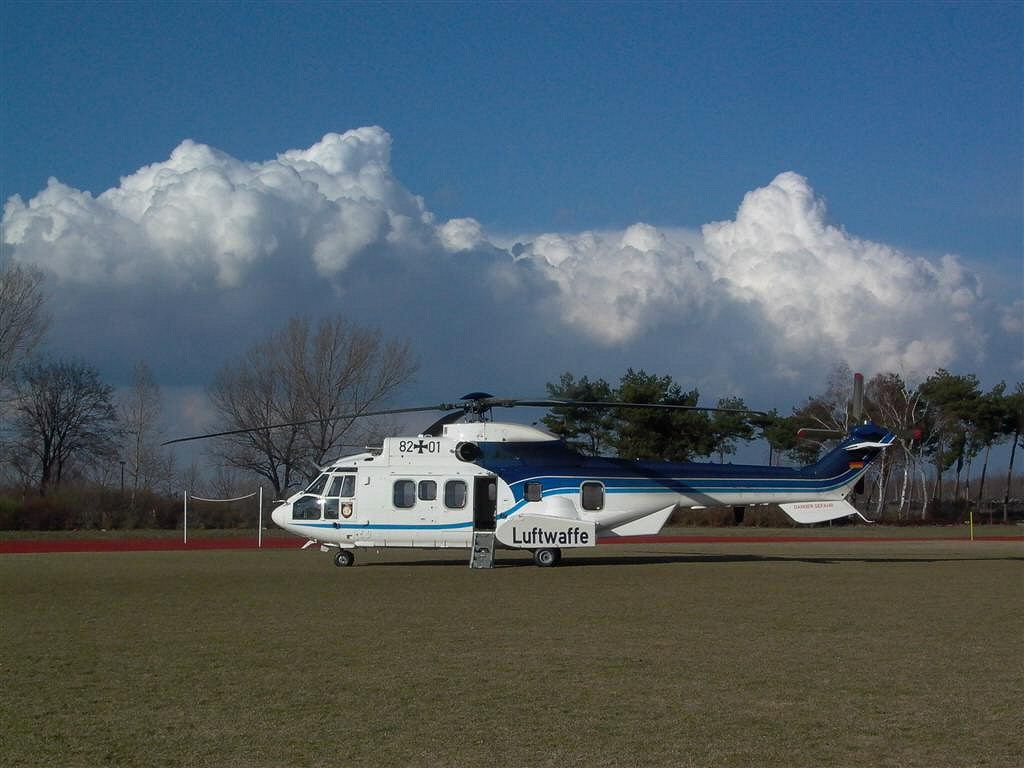
Ein Hubschrauber der Flugbereitschaft für besonderen Flugbetrieb

## Einsätze
Die Luftwaffe ist an allen Auslandseinsätzen der Bundeswehr beteiligt. Die Hauptlast tragen die Lufttransportverbände und die Flugbereitschaft BMVg mit der Verlegung von Personal und Material der Bundeswehr und befreundeter Staaten und der Bereitstellung der Fähigkeit zur Evakuierung von Verwundeten. Auch die Objektschutztruppe ist in nahezu allen Einsatzgebieten vertreten.
Darüber hinaus wurden und werden Kräfte der Luftwaffe im Rahmen ihrer jeweiligen Fähigkeiten eingesetzt:

### Luftverteidigung
Die Sicherstellung der Lufthoheit über Deutschland ist eine Dauereinsatzaufgabe der Luftwaffe. Die Einsatzführungsverbände überwachen in Zusammenarbeit mit den angrenzenden Staaten und den zivilen Kontrollstellen den Luftraum. Unregelmäßigkeiten oder ungewöhnliches Verhalten eines Flugzeugs melden sie an ihren vorgesetzten Gefechtsstand, der dann entscheidet, wie weiter zu verfahren ist. Für eine nähere Überprüfung sind rund um die Uhr an sieben Tagen in der Woche im Norden (Wittmund) und im Süden (Neuburg an der Donau) jeweils eine Alarmrotte mit je zwei Abfangjägern in hoher Alarmbereitschaft (QRA (I) – Quick Reaction Alert (Interceptor)). Diese Jäger können auch bei Luftnotlagen zur Unterstützung eingesetzt werden.
Im Rahmen der Überwachung des NATO-Luftraums wurden deutsche Jagdverbände und Soldaten des Einsatzführungsdienstes zwischen 2005 und 2018 insgesamt zehnmal zur Durchführung des Air Policing über dem Baltikum (Estland, Lettland und Litauen) in Litauen stationiert.

### Lufttransport
Seit 1960 waren die Lufttransportverbände der Luftwaffe mit ihren Transportflugzeugen und Hubschraubern in jedem Jahrzehnt mehrfach im Rahmen von humanitärer Hilfe oder zur Katastrophenhilfe nahezu weltweit im Einsatz (zum Beispiel 1960 Marokko (Erdbeben), 1962 Iran, 1965 und 1969 Algerien, 1969 Tunesien (Hochwasser), 1973 Sahelzone, 1984 Äthiopien, 1988 Armenien, 1990 Russland, 1991 Irak (UNSCOM), 1992 Somalia (UNOSOM), 1992–1996 Bosnien-Herzegowina (UNPROFOR/IFOR/SFOR), 1994 Ruanda (UNAMIR), 1998 Sudan, 1999 Australien/Osttimor (INTERFET), 2000 Mosambik (Hochwasserkatastrophe), 2003 Kongo (Operation Artemis)).
Auch zur Amtshilfe und zur direkten Unterstützung deutscher Staatsbürger werden Kräfte des Lufttransports zum Einsatz gebracht. Hier können die Hubschrauber wertvolle Beiträge leisten (wie 1962 bei der Sturmflut in Norddeutschland, 1978/1979 dem Schneechaos in Norddeutschland, 1995/1997/2002/2006 bei der Hochwasserhilfe).
Doch auch Flächenflugzeuge kommen zum Einsatz.
Die C-160 Transall flogen mit Rüstsätzen (in der Folge der Waldbrände von 1975/1976 entwickelt) als Löschflugzeuge zur Bekämpfung von Wald- und Flächenbränden:
- 1980 Frankreich
- 1983 auf Sardinien/Italien
- 1983 (bei Ehra-Lessien, Niedersachsen) und
- 1988 (bei Voigtei, Niedersachsen)

Die Flugbereitschaft BMVg unterstützte Evakuierungsoperationen (zum Beispiel 1998 in Eritrea) und holte unter anderem Opfer der Tsunami-Katastrophe 2004 in die Heimat.

### Aufklärung
Im Rahmen von Amtshilfe unterstützte das Aufklärungsgeschwader 51 Behörden zum Beispiel bei der Suche nach vermissten Personen, Massengräbern aus dem Zweiten Weltkrieg oder als Unterstützung bei Katastrophen (wie 2002 nach der Flugzeugkollision von Überlingen und 1995 und 2006 bei den Hochwasserkatastrophen). In die Kritik geriet der Einsatz der Luftwaffe im Rahmen der Amtshilfe beim G8-Gipfel in Heiligendamm 2007.
Tornado-Aufklärungsflugzeuge der Luftwaffe wurden von 1995 bis 2001 in Piacenza (Italien) stationiert, um 1995 zunächst UNPROFOR (1995), IFOR (1995/1996) und SFOR (1996–1999) und im Kosovo-Krieg die Operation Allied Force (1999) und KFOR (1999–2001) zu unterstützen. Am 9. März 2007 wurde vom Deutschen Bundestag die Entsendung von sechs Aufklärungs-Tornados im Rahmen der ISAF-Mission nach Masar-e Scharif in Afghanistan beschlossen. Der Einsatz wurde am 30. November 2010 mit der Landung der Maschinen auf dem Heimatflugplatz beendet. Seit 2010 werden durch die Luftwaffe drei unbemannte Aufklärungssysteme vom Typ Heron 1 zur Unterstützung der Landstreitkräfte von Masar-e-Scharif aus betrieben.

### Kampfeinsätze
1991 erfolgte während des Golfkriegs im Rahmen der NATO-Operation Ace Guard die Verlegung von achtzehn Alpha-Jet-Jagdbombern des Jagdbombergeschwaders 43 als Teil der Allied Command Europe Mobile Forces (AMF) nach Erhac (Türkei) zur Sicherung der NATO-Südflanke gegen mögliche Angriffe des Irak. Zusätzlich wurden HAWK-Systeme des Flugabwehrraketengeschwaders 36 und Roland-Systeme der Flugabwehrraketengruppe 42 nach Dyarbakir und Erhac zur Verstärkung der Luftverteidigung in dieses Gebiet verlegt. Dies führte zu heftigen Diskussionen über die Zulässigkeit derartiger Auslandseinsätze und schließlich zu einer Klärung durch das Bundesverfassungsgericht am 12. Juli 1994.
ECR-Tornados des Jagdbombergeschwader 32 wurden mit der Unterdrückung der jugoslawischen Luftverteidigung in der Operation Deliberate Force 1995 zur Unterstützung von UNPROFOR und der Operation Allied Force 1999 während des Krieges gegen das ehemalige Jugoslawien beauftragt.
In Ausnahmefällen beteiligen sich sogenannte Austauschoffiziere der Luftwaffe an Einsätzen der Staaten, in denen sie verwendet werden. So wurde zum Beispiel ein deutscher Waffensystemoffizier einer Tornado-Staffel der Royal Air Force von Oktober 2009 bis Januar 2010 in Afghanistan eingesetzt.